# Дмитриев-Мамонов, Эммануил Александрович
Эммануи́л Алекса́ндрович Дми́триев-Мамо́нов (или Мамо́нов) (7 [19] января 1824, Москва — 30 декабря 1883 [11 января 1884], Санкт-Петербург) — русский художник-портретист, сын художника-баталиста А. И. Дмитриева-Мамонова, известен живописными и графическими портретами Н. М. Языкова, Н. Ф. Павлова, К. С. Аксакова, А. С. Хомякова, П. В. Нащокина, П. В. Киреевского и других. Автор нескольких портретов Гоголя, отличавшихся, по словам современников, большим сходством с оригиналом. Портреты Гоголя работы Дмитриева-Мамонова, наряду с портретами А. А. Ива́нова, А. Г. Венецианова и Ф. А. Моллера, считаются самыми удачными изображениями писателя.
Как художник-график Э. А. Дмитриев-Мамонов славился неповторимой, гротескной манерой уловить в человеческой натуре самое характерное, узнаваемое. Менее известен как книжный график и мастер карикатуры. Один из последних друзей Н. В. Гоголя. Друг А. С. Хомякова. Двоюродный дед Марии (Скобцовой). Историк литературы и искусства, мыслитель, публицист, близкий к славянофильству. Позднее сблизился с М. А. Бакуниным и представлял либеральное крыло в славянофильском лагере. Историки социальной мысли подробно рассматривают его спор с Иваном Аксаковым о судьбах позднего славянофильства.
Значительная часть источников высоко оценивает качество изобразительных работ художника, в то же время некоторые издания характеризуют его творчество как творчество художника-дилетанта, чему способствовала импульсивность, известная увлекаемость художника, нередко оставлявшего свои произведения недоделанными. Личность Э. А. Дмитриева-Мамонова и его творческий путь до настоящего времени изучены недостаточно полно.

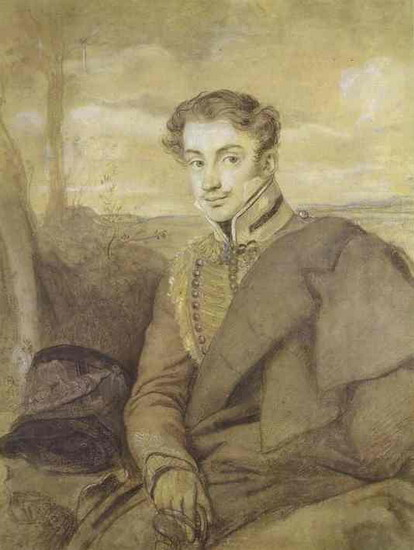
Отец художника А. И. Дмитриев-Мамонов, портрет кисти О. А. Кипренского

## Биография и творчество
Будущий художник родился в семье Александра Ивановича Дмитриева-Мамонова (1787—1836), участника Отечественной войны 1812 года, впоследствии генерал-майора, и фрейлины Софьи Ивановны Яфимович (1795—1863). Кроме Эммануила, в семье были четыре сестры: Татьяна, Елизавета, Наталья и Софья; а также братья Михаил, Александр и Ипполит. Ипполит впоследствии также стал художником, но художником-декоратором и карикатуристом. Первоначальное художественное образование Эммануил получил у отца. Александр Иванович был график и живописец-баталист, директор военно-топографического депо, один из основателей петербургского «Общества поощрения художников» (1821 г.). Отец умер, когда сыну было двенадцать лет. В 1840 году Эммануил поступил на юридический факультет Московского университета, где учился с сыновьями Авдотьи Петровны Елагиной Николаем и Андреем. В это время он сблизился и на всю жизнь подружился с их старшим братом Василием Алексеевичем Елагиным.
Учёбу в Московском университете юноша чередовал с занятиями в петербургской Академии художеств. В 1850-х годах Эммануил учился в Московском училище живописи и ваяния, после чего стал профессиональным художником-портретистом в отличие от своего отца, который так и остался в какой-то мере художником-любителем. Впрочем, из-за своеобразной творческой манеры художника некоторые источники называют художником-дилетантом и самого Эммануила Александровича, поскольку значительная часть творческого наследия художника была написана им в 1840-е годы, то есть до получения формального образования. Художнику на самом деле удавалось запечатлеть характерные черты своих персонажей. Вскоре он стал весьма востребованным специалистом портретной живописи, имеющим значительный авторитет в среде московской аристократии.

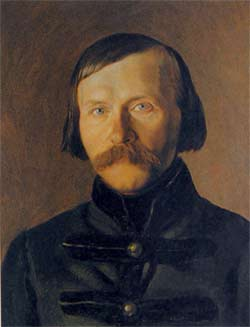
П. В. Киреевский. Э. А. Дмитриев-Мамонов на этом портрете продемонстрировал заметный отход от романтической традиции в трактовке образа писателя

Он написал портреты многих известных русских писателей и общественных деятелей, в том числе Н. В. Гоголя, Н. Ф. Павлова, К. С. Аксакова, А. С. Хомякова, П. В. Нащокина, П. В. Киреевского, Н. М. Языкова и многих других. В начале 1840-х годов он сблизился с будущими славянофилами — крупнейшими русскими общественными деятелями того времени, встречавшимися в салоне А. П. Елагиной и доме Сергея Тимофеевича Аксакова. Художник стал создателем «Елагинского альбома», где изобразил всех ведущих деятелей славянофильства в большинстве своём в нескольких вариантах. С альбома А. П. Елагиной была переснята в общей сложности 101 фотография различных портретных рисунков Э. А. Дмитриева-Мамонова.
В частности, «Елагинский альбом» сохранил одну из так называемых «крыловских историй», а именно эпизод 1840 года с ординарным профессором по кафедре римского права Московского университета Н. И. Крыловым. Конфликт между Н. И. Крыловым и экстраординарным профессором А. И. Чивилёвым, читавшим в университете курс политэкономии, произошёл за карточным столом, но имел далеко идущие последствия. Жертвой университетского конфликта стал А. И. Чивилёв, но сыновья А. П. Елагиной, студенты Московского университета, виновником конфликта считали Никиту Крылова, человека в академической среде весьма авторитетного, одарённого, прекрасного педагога, «солнце» юридического факультета, но в то же время морально нечистоплотного, пьяницу и взяточника. Серия из десяти рисунков изображала двух картёжников, их драку, гражданский суд чести, представленный исполняющим должность архангельского гражданского губернатора П. В. Степановым, попечителем Московского учебного округа графом С. Г. Строгановым, адмиралом П. С. Нахимовым. Затем последовал академический третейский суд чести из профессоров Московского университета П. Г. Редкина, Ф. Л. Морошкина, С. И. Баршева. На процессе выступили профессора М. П. Погодин и С. П. Шевырёв (последний выступал с защитой Н. И. Крылова и в последующих «крыловских историях» в 1847 и 1857 гг.). На одном из шутливых рисунков Н. И. Крылов со «святым» образом профессора Д. Л. Крюкова даёт ложную присягу профессору богословия П. М. Терновскому. Далее А. И. Чивилёва якобы казнят на виселице, а Л. Д. Крюков в качестве Харона отправляет Н. И. Крылова в Ад, где его живописно мучают черти.
Эммануил Александрович стал «своим» художником у славянофилов подобно тому, как К. А. Горбунов был «своим» художником в кружке А. И. Герцена — В. Г. Белинского.
В 1858 году Петербургская Академия Художеств удостоила Э. А. Дмитриева-Мамонова звания художника портретной живописи. По оценке современников, Эммануил Александрович был «художник и мыслитель замечательный». Более всего они ценили его портретную живопись, хотя художник делал и пейзажные зарисовки, писал исторические картины, натюрморты, а из переписки Аксаковых и А. С. Хомякова можно косвенно судить об интересе славянофилов и Дмитриева-Мамонова к эскизам церковной архитектуры, к церковной живописи, узнать об иллюстрациях художника для азбуки. Историк П. И. Бартенев вспоминал, что Э. А. Дмитриев-Мамонов изготовлял виньетки для обложки его книги.
Исследователь А. М. Пентковский обращает внимание на то, что Эммануил Александрович был частым гостем салона А. П. Елагиной, матери его друга Василия Елагина и его сводных братьев Киреевских. Отец братьев, Василий Иванович Киреевский, в своё время был «убеждённым масоном». В свою очередь, и отец художника, Александр Иванович Дмитриев-Мамонов, был мастером стула московской ложи «Ищущих манны» и не прерывал связей с масонством до конца жизни. Ставя в зависимость два этих факта, исследователь не делает никаких выводов относительно предполагаемого масонства самого Эммануила Александровича. В конце 1840-х — начале 1850-х годов художник принимал участие в славянофильском кружке не просто как сторонний наблюдатель, а как деятельный и заинтересованный участник. В 1852 году московский генерал-губернатор А. А. Закревский составил официальный надзорный список славянофилов, куда попал и Э. А. Дмитриев-Мамонов.
Но художник рисовал не только славянофилов или людей, близких к их кругу. Известны его рисунки Т. Н. Грановского, М. А. Бакунина, А. И. Герцена, К. П. Брюллова, Н. А. Мельгунова — людей, отрицательно или индифферентно относившихся к славянофильской доктрине. В некоторых случаях портреты Дмитриева-Мамонова восполняли исследователям недостаток биографических сведений о том или ином историческом персонаже. Так, Н. А. Раевский, описывая последние годы П. В. Нащокина, обращался к иконографии пушкинского друга: «Ещё более показателен портрет маслом работы Э. А. Дмитриева-Мамонова, хранящийся в Государственном историческом музее в Москве. Он датируется концом 1840-х — началом 1850-х годов. По словам Г. И. Назаровой, „нельзя не заметить разницы в выражении лица Нащокина. На ранних портретах — очень пристальный, живой взгляд; на портрете Дмитриева-Мамонова Нащокин — человек, уже во многом изменившийся не только внешне, но и внутренне. В задумчивом взгляде его умиротворённость и печаль“. Прибавлю от себя — у Павла Воиновича на этом портрете лицо преждевременно состарившегося, понурого, несомненно больного человека…». К этому же методу обращалась и Г. И. Назарова.
1850-е годы отмечены первыми публичными выступлениями Эммануила Александровича в печати. Это преимущественно искусствоведческие работы, но и не только. В 1858 году Дмитриев-Мамонов поставил свою подпись под коллективным письмом с протестом против антисемитских выступлений П. М. Шпилевского и В. Р. Зотова в петербургском журнале «Иллюстрация». Письмо с протестом было опубликовано в журнале «Русский вестник». Наряду с ним письмо подписали Аксаковы, Н. Г. Чернышевский, И. С. Тургенев, К. Д. Кавелин, С. М. Соловьёв, М. Н. Катков, всего 48 литераторов, учёных и общественных деятелей.

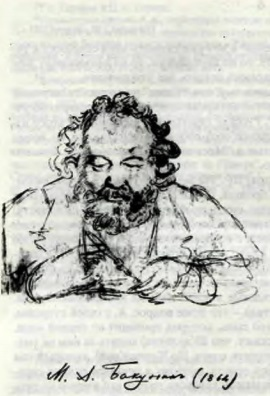
Михаил Бакунин, 1864. Флоренция. Рисунок Э. А. Дмитриева-Мамонова

В 1860 году художник в качестве пенсионера Академии художеств покинул Россию и надолго поселился в Италии, наведываясь в Париж и Дрезден. Но и в эти годы он не порывал связей с Родиной, писал картины на русские темы, следил за ходом крестьянской реформы. «Моё поле — русская история и русская жизнь», — сообщал он в письме Н. А. Елагину.
В эти годы художник сблизился с русской революционной эмиграцией, в частности с М. А. Бакуниным (известен его портрет Михаила Александровича), и даже с марксистами. В рукописной родословной Э. А. Дмитриева-Мамонова, хранящейся у его потомков, сказано: «Сначала славянофил, потом бакунинец».
В Риме в середине 1860-х годов по-прежнему существовала колония русских художников: М. П. Боткин, Ф. А. Бронников, А. А. Щедрин. Здесь Дмитриев-Мамонов встречался с юной дочерью А. И. Герцена Натальей (Татой), также художницей. Жена Дмитриева-Мамонова Ольга Александровна была учительницей дочери А. И. Герцена Ольги Герцен. Это было в Италии в 1864 году. Эммануил Александрович познакомился с украинской писательницей Марко Вовчок, близкой к революционному движению, с гарибальдийкой А. Н. Якоби. О его интересе к марксизму сообщал племянник Дмитриева-Мамонова художник А. Н. Волков-Муромцев. В работах бывшего славянофила появилась курьёзная псевдомарксистская терминология «исторический капитал», «исторические проценты».
Интерес художника к марксизму объясним интересом к европейской научной и философской мысли в целом. Это был и интерес к Гегелю, Шеллингу, Давиду Штраусу. Эммануил Александрович выписывал из России статистические сборники. В конце 1860-х — начале 1870-х годов возобновляются выступления славянофильского публициста в печати. После возвращения в Россию стало ясно, однако, что радикализм его воззрений не пошёл дальше народнических социологических построений, но даже при этом интерес бывшего славянофила к учению Маркса следует признать явлением исключительным.
В 1874 году художник вернулся на родину, остановившись в Дерпте, где проживало семейство его друга В. А. Елагина. После смерти Василия Алексеевича в 1879 году семейство Дмитриевых-Мамоновых переехало в Петербург. В столице Дмитриев-Мамонов общался преимущественно с К. Д. Кавелиным; в последние годы Эммануил Александрович много болел и скончался 30 декабря 1883 года.

## Образ Гоголя
| |  |  |  |  |  |  |
| 1. Портрет читающего Гоголя, 1839; 2, 3. Портреты из архива М. В. Беэр; 4. Литография 1852; 5. Гоголь и Брюллов; 6. Гравюра на дереве; 7. Из архива С. А. Рачинского |  |  |  |  |  |  |

### Гоголь, читающий «Мёртвые души»
Одной из самых больших заслуг Э. А. Дмитриева-Мамонова считают создание нескольких графических портретов Н. В. Гоголя. Мнение о том, что до нас дошло всего три таких портрета, написанных Дмитриевым-Мамоновым, приходится признать ошибочным. Графических портретов Гоголя его авторства существует не менее семи, без учёта гравюр и литографий с его работ Ф. А. Брокгауза, В. Бахмана и других. Первый портрет Гоголя юный Эммануил написал в пятнадцатилетнем возрасте на вечере у Нащокиных, где происходило чтение начальных глав ещё не оконченных к тому времени «Мёртвых душ». Чтение происходило во время первого приезда Гоголя из Италии в Россию осенью 1839 года. Об обстоятельствах этого чтения ничего не известно. О том, что это чтение было в доме Нащокиных, сообщил искусствовед Н. Г. Машковцев. Гоголь вернулся в Москву 26 сентября 1839 года. Чтение «Мёртвых душ» происходило в нескольких московских домах: у Аксаковых, у И. В. Киреевского, у М. П. Погодина. Но о чтении у П. В. Нащокина гоголевед Ю. В. Манн, подробно изучавший историю всех гоголевских чтений, не сообщает ничего.
Между тем 14 октября, перед чтением у Аксаковых, Гоголь был у Нащокиных, там же были Погодины, возможно, М. С. Щепкин. После этого Гоголь, П. В. Нащокин и М. С. Щепкин приехали в дом Аксаковых, где и состоялось известное чтение первой главы «Мёртвых душ» и пьесы «Тяжба», о котором впоследствии вспоминали многие мемуаристы. Если Гоголь не читал в этот день «Мёртвые души» дважды, то такое чтение могло произойти во время одного из других посещений Гоголем дома Нащокиных. Н. Г. Машковцев сообщал, что портрет Гоголя написан пером, другие авторы утверждают, что портрет создан карандашом. М. Н. Сперанский, профессор Московского университета, писал об этом портрете в 1909 году: «Рисунок, несомненно, с натуры; очень живо схвачена хитрая улыбка Гоголя во время чтения. Оригинал у А. А. Журавлёва (в СПб.). С него есть редкая литография Кадушина и не вполне удачная гравюра В. Боброва» (имеется в виду офорт В. А. Боброва по рисунку Дмитриева-Мамонова от 10 апреля 1886 года). Портрет читающего Гоголя считается самым значительным среди других гоголевских изображений, потому что представляет Гоголя в действии. Лия Певзнер считает, что портрет Гоголя 1839 года — это портрет дилетанта, хотя «автор рисунка учился в Академии художеств».
Но пятнадцатилетний художник в то время ещё не обучался в Академии художеств и действительно был художником-любителем. Профессиональное образование он получил лишь в 1850-е годы. Тем не менее юному Дмитриеву-Мамонову удалось уловить и запечатлеть мимику читающего писателя, способного, как известно, к актёрскому перевоплощению, его неподражаемую лукавую усмешку, изобразить его позу и жест. Это единственный портрет, на котором Гоголь представлен волевым, а не созерцательным. Именно с него ведёт своё начало галерея основных портретов гоголевской иконографии, писал Н. Г. Машковцев.
В другой работе, посвящённой гоголевским портретам, Лия Певзнер говорит: «Современники писали, что Гоголь обладал незаурядным актёрским талантом и для друзей читал свои сочинения в лицах, играл их, как на сцене, с паузами, меняя ритм речи и интонации. Такого Гоголя мы видим в рисунке московского художника Э. А. Дмитриева-Мамонтова, сделавшего его с натуры в доме Нащокина. Для широкого круга читателей это совсем неизвестный Гоголь».

### Загадка литографированного портрета и парадоксы его популярности
О создании второго портрета Гоголя в 1848 году сохранилось свидетельство Веры Аксаковой в письме к отцу С. Т. Аксакову: «После обеда пришёл Мамонов и нарисовал Гоголя удивительно похоже, без всякой карикатуры < … > Мамонов насмотрелся на него и хочет нарисовать его ещё, только повеселее <…>». Как явствует из письма, этот карандашный рисунок создавался не с натуры, а в отсутствие писателя, который пришёл к Аксаковым несколько позже.
Сохранился ли этот рисунок до настоящего времени — неизвестно. Вера Аксакова в последующей переписке о литографии Дмитриева-Мамонова 1852 года не вспоминала рисунок 1848 года. Дальнейшие работы гоголевского цикла представляют собой литографированный портрет и карандашные эскизы к нему. Автолитография выполнена спустя две недели после смерти Гоголя (в правом нижнем углу указана дата — 5 марта 1852 г.). Среди гоголеведов нет полного единодушия относительно того, когда был создан карандашный рисунок, по которому создавалась посмертная литография.
В частности, комментаторы издания «Гоголь в воспоминаниях современников» 1952 года считают, что «речь идёт об автолитографии, сделанной Э. А. Дмитриевым-Мамоновым после смерти писателя по его портрету, нарисованному художником за две недели до смерти Гоголя — 5 февраля 1852 г., а не 5 марта, как иногда ошибочно указывается (см. „Русская старина“, 1902, № 9, стр. 486)».
В то же время нередки упоминания того факта, что автолитография создана по рисунку 1840-х годов. В «Русской старине» в 1902 году был опубликован материал историка литературы П. А. Висковатова «Из рассказов А. О. Смирновой-Россет о Гоголе». В комментариях к своим записям Висковатов сообщал возможную причину двойной датировки портрета. Со слов Дмитриева-Мамонова он писал, что Эммануил Александрович часто виделся с Гоголем накануне его смерти и ещё 5 февраля, то есть за две недели до его кончины, «снял с писателя карандашом известный профильный портрет».
Далее Висковатов сообщал, что в Дерпте, где он состоял профессором русской словесности местного университета, художник подарил ему карандашный набросок Гоголя, сделанный с натуры. «Это только голова — и художник объяснил, что галстук и часть тела, вырисованные больше на печатных экземплярах, были сделаны позднее». Кроме этого, Дмитриев-Мамонов подарил Висковатову и саму литографию с изображением Гоголя. «На ней дата: 5 марта 1852 г. Когда я спросил, что же это значит? Гоголь-то умер 21 февраля, то Мамонов объяснил это просто ошибкой: „Надо бы пометить 5 февраля“». Карандашный набросок головы Гоголя, являлся, судя по всему, одним из двух эскизов к московской литографии 1852 года. Висковатов писал об этом наброске: «Находящийся у меня карандашный портрет типичнее, жизненнее известного всем печатного экземпляра». Таким образом, дата 5 марта может означать время окончания работы над литографированным портретом, тогда как два карандашных рисунка могли быть созданы приблизительно за месяц до этого. Со временем два этих рисунка из коллекции Висковатова оказались в распоряжении М. В. Беэр — дочери его друга В. А. Елагина. Ещё раньше, до Беэр и до Висковатова, они находились в альбоме А. П. Елагиной.
Профессор М. Н. Сперанский, сопоставляя различные мнения на предмет возникновения литографии, приводил мнение Н. В. Берга, который, признавая точность Э. А. Дмитриева-Мамонова в передаче выражения лица Гоголя, считал, что портрет живого писателя создавался художником по памяти под впечатлением работы самого же Дмитриева-Мамонова над портретом Гоголя в гробу. Не соглашаясь с такой точкой зрения, Сперанский не соглашался и с мнением П. А. Висковатова, считавшего литографию Дмитриева-Мамонова никак не связанной с портретом мёртвого писателя и утверждавшего, что она создавалась по эскизам с живого Гоголя. Сперанский полагал, что Э. А. Дмитриев-Мамонов не ошибся в датировке своего портрета, просто литография создавалась по памяти, а не с натурного эскиза, поскольку за 16 дней до смерти состояние больного писателя было далеко от того, чтобы позировать художнику.
В качестве подтверждения своего мнения Сперанский приводил ещё один аргумент: «Не допустимо это и потому, что иначе на рисунке Мамонова, схватывавшего изумительно сходство с рисуемым лицом, мы бы не видели выражения лица лучшей поры жизни писателя, а должны были бы найти болезненное, скорбное, напр<имер>, аналогичное портрету А. А. Иванова 1847 года». Сходство тех черт мёртвого писателя, которые можно считать недочётом, по мнению Сперанского, — изображение носа, волос — конечно же, присутствует и на карандашном портрете Гоголя из коллекции Висковатова—Беэр. Но этот портрет (в гоголевской галерее № 3), по мнению гоголеведа, имеет разительное сходство с литографией (№ 4), с той разницей, что на литографии художник придал некоторую плутоватость лицу Гоголя, которой нет на первоначальном карандашном рисунке. Но причина сходства иная, считает М. Н. Сперанский. С одной стороны, портрета Гоголя в гробу найти не удалось, пишет он, с другой стороны, для литографии 5 марта Дмитриев-Мамонов перерисовал свой же портрет, написанный, по мнению исследователя, между 1848 и 1850 годом и находившийся в альбоме А. П. Елагиной. Таким образом, М. Н. Сперанский очень близко подошёл к тому, что портрет, который видела в сентябре 1848 года Вера Аксакова, и портрет, переходивший от Елагиной, Дмитриева-Мамонова к Висковатову, Беэр, — один и тот же.

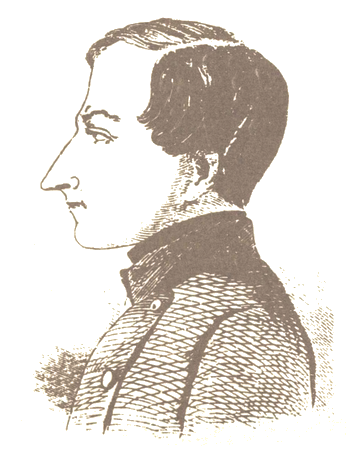
Портрет Гоголя-гимназиста 1827 года, вызвавший сомнения М. Н. Сперанского в подражании литографии 1852 года

Далее М. Н. Сперанский писал, что уже 22 марта 1852 года Э. А. Дмитриеву-Мамонову потребовалась новая перерисовка литографии. С этой литографией, в частности, вышли «Записки о жизни Николая Васильевича Гоголя» П. А. Кулиша. В «Описании рукописей и изобразительных материалов Пушкинского дома», посвящённых Н. В. Гоголю, есть работа Э. А. Дмитриева-Мамонова, датированная 22 марта 1852 года, но портрет, приложенный к «Запискам о жизни Гоголя» Пантелеймона Кулиша, назван гравюрой на дереве, а не литографией, да и вышли «Записки» лишь в 1856 году. Зато в 1852 году вышел «Московский сборник» славянофилов с портретом Гоголя неизвестного художника по литографии Дмитриева-Мамонова. Там же говорится о том, что возможны были подделки некоторых литографий художника. Как бы то ни было, многие искусствоведы считают, что именно Эммануилу Александровичу удалось в наибольшей мере создать достоверный, убедительный и полюбившийся многим графический образ писателя.
М. Н. Сперанский предположил зависимость некоторых других гоголевских изображений от литографии Э. А. Дмитриева-Мамонова 1852 года как от наиболее популярной. Так, он высказал предположение, что гравюра на дереве с изображением Гоголя-гимназиста неизвестного художника, датированная 1827 годом и опубликованная в журнале «Иллюстрация» в 1858 году, на самом деле могла быть создана позже под влиянием литографированного портрета Э. А. Дмитриева-Мамонова.
Сохранился экземпляр литографии с инскриптом А. Д. Погодина, внука М. П. Погодина: «Сей портрет Гоголя, нарисованный Е. Мамоновым для моего деда М. П. Погодина. Портрет этот висел у деда над письменным столом и после смерти его достался С. И. Погодиной, а по кончине последней перешёл в мои руки». Не исключено, что рассказ о Михаиле Погодине-заказчике гоголевского портрета — это не более чем семейная легенда Погодиных, поскольку литография с изображением Гоголя работы Э. А. Дмитриева-Мамонова была издана тиражом в 50 экземпляров и продавалась весной 1852 года по одному рублю. Вера Аксакова так писала об этой литографии своей подруге-кузине М. Г. Карташевской: «Мамонов нарисовал портрет, много похожий, особенно в иные минуты; я тебе пришлю на днях; чем дольше смотришь, тем более напоминает он и так живо иногда». И в другом письме: «Портреты, сделанные Мамоновым, давно все разошлись. Есть какие-то неприятные портреты с разной возмутительной обстановкой, но я тех не видела».
Совсем иного мнения другой современник — П. А. Бессонов, писавший своему приятелю-историку П. И. Бартеневу следующее: «Теперь Гоголя 4 портрета: один с живого, Мамонова, плохой; другой „Гоголь во гробе“ Андреева, ещё хуже; третий Васильчикова, очень удачный, но не литографированный; 4-й Рачинского, студента, во гробе, очень хороший». Это был ответ П. И. Бартеневу, который в предыдущем письме к Бессонову назвал портрет Гоголя работы Дмитриева-Мамонова довольно похожим. Мнение Бессонова среди современников было не единственным. Вот что писала 16 марта 1852 года В. А. Жуковскому А. О. Смирнова, знавшая Гоголя лучше многих других: «Вышли два его <Гоголя> портрета, один в гробу хорош, а другой — в профиль, Мамонова — неудачен». Мать Гоголя, Мария Ивановна Гоголь, считала мамоновский портрет похожим: «снятый с живого похож» — в отличие от изображений покойного сына.

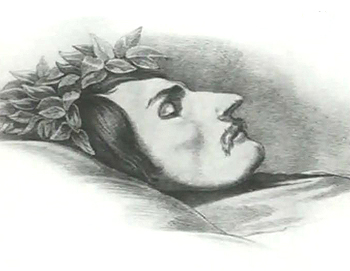
Гоголь на одре. Рисунок В. А. Рачинского, который до сих пор приписывается Э. А. Дмитриеву-Мамонову

Недоразумение М. Н. Сперанского по поводу отсутствия портрета Гоголя в гробу работы Э. А. Дмитриева-Мамонова объяснялось следующим образом. После смерти Николая Васильевича книгопродавцы наладили торговлю всевозможными популярными литографиями с изображением живого и мёртвого писателя, поэтому позднее некоторые литографии, в частности литографию с изображением Гоголя в гробу работы В. А. Рачинского, приписывали Э. А. Дмитриеву-Мамонову.
Так, историк П. А. Ефремов писал: «Рисунок сделан с Гоголя Э. А. Мамоновым 22 февр. 1852 г., несколько часов спустя после его кончины. Стоя подле гроба Гоголя, я видел и рисуемый портрет, и потому могу ручаться за поразительное сходство». Но ручательство известного библиографа не может отменить того факта, что большинство современных источников указывает автором данной литографии Владимира Рачинского. Сохранился подробный рассказ его брата Сергея Рачинского об истории создания гоголевского портрета в гробу, из которого следует, что Дмитриев-Мамонов не имел к нему никакого отношения. Пять лет спустя после смерти Гоголя братья Рачинские породнились с Э. А. Дмитриевым-Мамоновым.
С московского литографированного портрета Гоголя в Лейпциге у Ф. А. Брокгауза была выполнена гравюра на стали. Ещё одна гравюра по литографии Дмитриева-Мамонова была выпущена В. Бахманом в 1860 году в числе двадцати литографий русских писателей. Об изображении Гоголя, наклеенном в виде медальона на альбомный лист рядом с изображением К. П. Брюллова, не осталось прямых свидетельств, и искусствоведы датируют его приблизительно 1852 годом. Н. Г. Машковцев писал об этой работе художника: «Рисунок изображает Гоголя в последние месяцы его жизни. Усталые глаза и измождённое лицо говорят о болезненном состоянии писателя. Эти признаки заставляют отнести портрет ко времени предсмертной болезни Гоголя, то есть к началу 1852 года». Таким образом, Э. А. Дмитриев-Мамонов в 1852 году мог писать портреты с Гоголя не только по памяти и по рисункам 1840-х годов, но и видеть больного писателя воочию. Ещё об одном небольшом гоголевском наброске Дмитриева-Мамонова сообщал С. А. Рачинский: «Прилагаемый очерк возник почти мгновенно, на моих глазах, на клочке бумаги, наряду с другими набросками». Рисунок находился в татевском архиве С. А. Рачинского, и там в 1901 году Н. З. Панов сделал с него и с литографии Гоголя в гробу В. А. Рачинского два офорта. Офорт по рисунку Дмитриева-Мамонова был цветным.
О времени создания этого «очерка» С. А. Рачинский ничего не сообщил, но поскольку его родственные связи с Дмитриевым-Мамоновым установились лишь в 1857 году, то можно предположить, что и в этот раз художник воспроизвёл образ писателя по памяти спустя несколько лет после его смерти. С. А. Рачинский умер через пятьдесят лет после смерти Гоголя, в 1902 году, и заметка о портретах Гоголя с приложением рисунков Э. А. Дмитриева-Мамонова и офортов Н. З. Панова появилась после его смерти в 1903 году.

### Отзывы критиков и искусствоведов
Историк и мемуарист XIX века К. А. Бороздин сделал следующее наблюдение по поводу иконографии М. Ю. Лермонтова: «Сколько ни видел я потом его портретов <портретов М. Ю. Лермонтова>, ни один не имел с ним ни малейшего сходства, все они писаны были на память, и потому не удалось передать живьём его физиономии, как это сделал, например, Эммануил Александрович Дмитриев-Мамонов в наброске своём карандашом портрета Гоголя». Об этом же вспоминал другой современник — Н. В. Берг: «Гоголевская мина вообще схвачена вернее всего в очерке Э. А. Мамонова, сделанном наизусть. Но этот очерк страдает недостатками, свойственными произведениям такого рода: многое неверно, нос длиннее, чем был у Гоголя; он так длинен, как Гоголь (одно время занимавшийся своею физиономиею) его воображал. Волосы не совсем так. Зато галстук повязан точь-в-точь как повязывал его Гоголь».

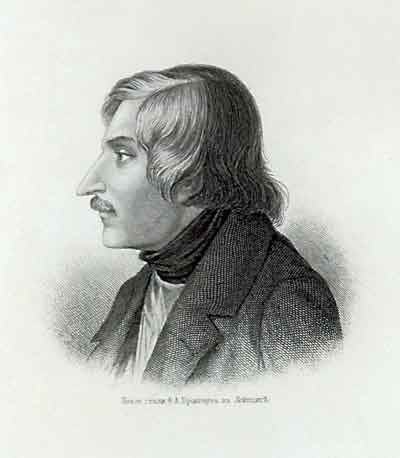
Гравюра на стали у Ф. А. Брокгауза в Лейпциге без подписи автора

Сходство тем более удивительно, что Дмитриев-Мамонов воспроизвёл лицо Гоголя по памяти, а не с натуры, хотя К. А. Бороздин изображение с натуры считал непременным условием достоверного портрета. А вот мнение известного педагога С. А. Рачинского, брата художника В. А. Рачинского и шурина Дмитриева-Мамонова: «Этот художник обладал изумительным даром придавать разительное сходство самым беглым своим портретным наброскам. Сохранился целый альбом его портретных очерков, сделанных для покойной Авдотьи Петровны Елагиной в сороковых годах прошлого века… Вся эта галерея, отличающаяся несравненной жизненностью, ещё ждёт своего воспроизведения. Одною из специальностей художника было рисование на память портретов, по сходству изумительных… Лицо Гоголя, коего художник видел очень часто… он изучил в совершенстве».
Известный искусствовед Н. Г. Машковцев писал: «Рисунки Э. А. Мамонова с изображением московских литературных деятелей, вращавшихся в гостиных А. Елагиной, Хомяковых, в доме С. Т. Аксакова, являются настоящими мемуарными характеристиками, меткими и острыми. <…> Среди гоголевской иконографии рисунки Э. Дмитриева-Мамонова пользуются заслуженной репутацией достоверных изображений Гоголя». Подобно А. Г. Венецианову, А. А. Иванову или Ф. А. Моллеру, художник стремился запечатлеть не внешний, а внутренний психологический образ писателя.
Изобразив внутренне убедительный образ Гоголя, художник выполнял задачу и внешне достоверного художественного изображения. Так, исследователь Дмитрий Леменовский обратил внимание на то, что Илья Репин, не заставший в живых прославленного сатирика, на своём портрете Гоголя изобразил писателя с пробором волос справа, поскольку использовал при работе дагеротипное изображение, где лицо Гоголя зеркально отражено, между тем как художники, писавшие Николая Васильевича с натуры, — Дмитриев-Мамонов, Ф. А. Моллер, А. А. Иванов — всегда изображали гоголевский пробор слева.
Н. Г. Машковцев на портрете Гоголя, читающего «Мёртвые души» 1839 года, помимо всего прочего, обращал внимание на следующую деталь внешнего облика писателя: «На рисунке отчётливо видно, что Гоголь в то время (1838—1839) ещё не носил длинных волос», в то время как на всех гоголевских портретах, начиная с 1840 года, художники (и сам Дмитриев-Мамонов) изображали писателя с шапкой длинных волос.
Притяжение Дмитриева-Мамонова к Гоголю проявлялось не только в многочисленных рисунках-портретах Гоголя, но и в литературной перекличке с писателем. После революции в бумагах художника был найден прозаический фрагмент «Барин и повар. Отрывок из „Мёртвых душ“», представляющий собой памфлет на современную тему. Действие памфлета происходит в условно-крепостническую эпоху, но при этом действующие лица обсуждают события конца 1860-х годов. Фельетон написан в начале 1869 года. Текст его, очевидно, не предназначался для публикации в подцензурной прессе и был опубликован М. О. Гершензоном в сборнике «Новые пропилеи» в 1923 году.
Однако отношение самого Дмитриева-Мамонова к Гоголю до сих пор до конца не ясно. Известна отрицательная реакция С. Т. Аксакова на уподобление Дмитриевым-Мамоновым Гоголя фламандскому живописцу Тенирсу, автору многочисленных жанровых картин о деревенских пирушках, кабаках и т. д. Это уподобление художник, несмотря на то, что считался идейно близким кругу С. Т. Аксакова, допустил в своей статье 1856 года о фламандской живописи. Он писал о фламандцах следующим образом: «Фламандца не занимает идеал человеческий; он над ним никогда не задумывается… Фламандская школа < … > решительно отказалась от идеала < … > поработилась веществу, прикрывая недостаток внутреннего творчества своим внешним мастерством».
С. Т. Аксаков, благоговевший перед именем Гоголя, был возмущён тем, что Дмитриев-Мамонов поставил «имя Теньера (Тенирса) рядом с Гоголем». По мнению советских гоголеведов, «сопоставление имён Тенирса и Гоголя было равносильно обвинению Гоголя в безыдейном натурализме».
Известный историк искусства А. А. Сидоров сообщал со слов искусствоведа А. Ф. Коростина, что интерес Дмитриева-Мамонова к Гоголю не ограничивался портретными зарисовками. Знаменитые рисунки к «Ревизору», приписываемые Гоголю, на самом деле, по словам А. Ф. Коростина, принадлежали Дмитриеву-Мамонову. Как выяснилось, рисунки к «немой сцене» были обнаружены в бумагах Гоголя после его смерти, поэтому долгое время считались принадлежавшими самому Гоголю. Позднее, однако, исследователям удалось установить, что автором спорных рисунков был не Гоголь, не В. В. Самойлов и не Дмитриев-Мамонов, а художник Александр Иванов.

## Судьба творческого наследия художника

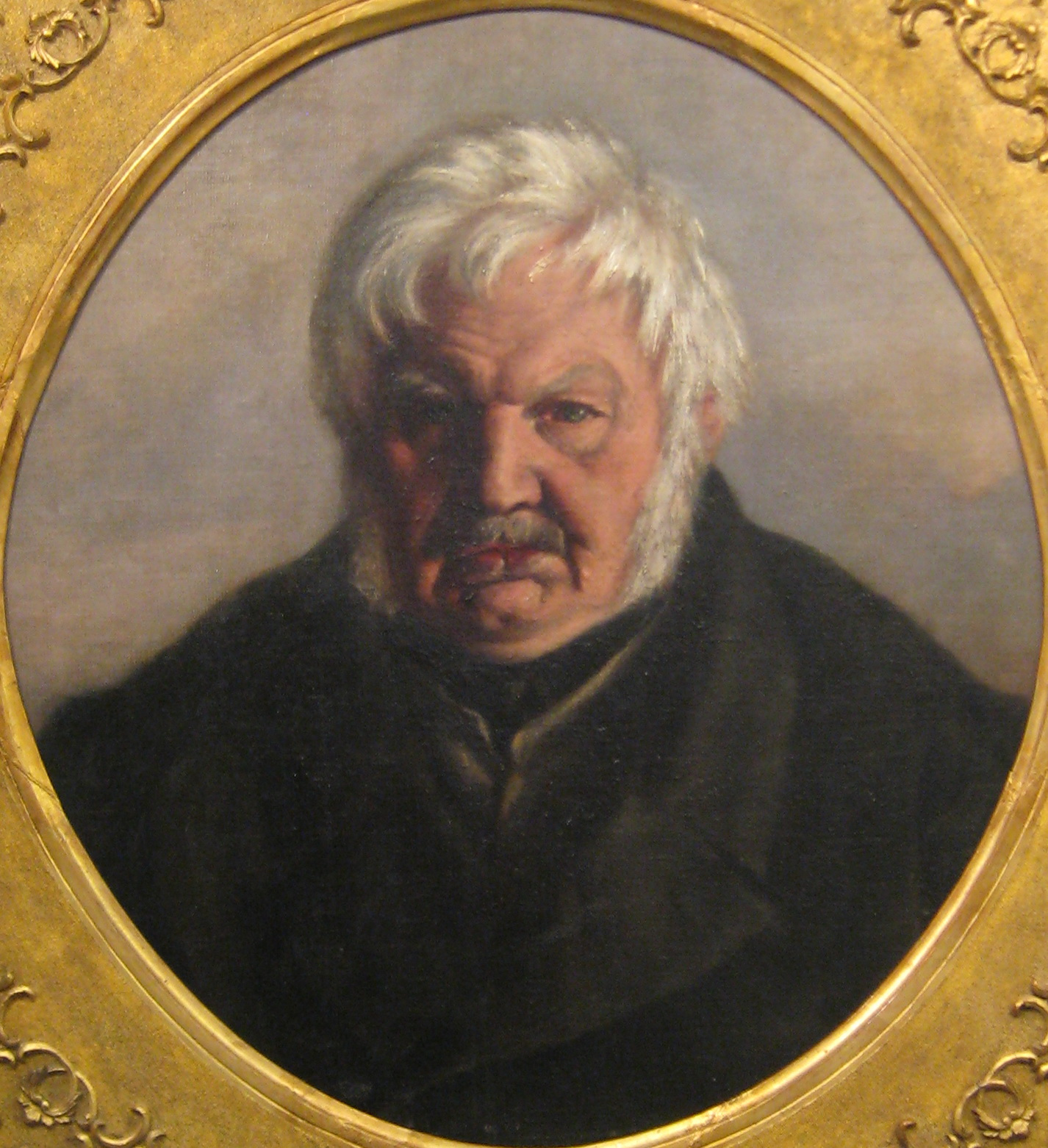
Портрет А. П. Ермолова, 1859

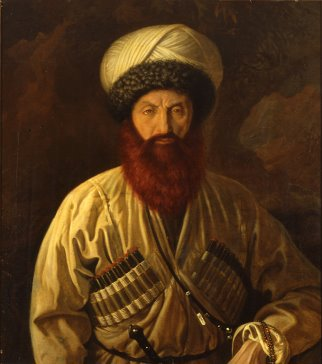
Портрет 3-го имама Дагестана и Чечни Шамиля, 1860, ФГУК «Государственный исторический музей»

Исключительно блестящим салонным живописцем, как, например, Карл Брюллов, Эммануил Александрович так и не стал, поскольку работал преимущественно в очерковой манере. Его привлекали необычные творческие образы, не всегда понятные широкой публике, которые, по мысли художника, концентрировали в себе важнейшие черты современной ему эпохи.
Помимо портретов москвичей-славянофилов и круга их литературных друзей Дмитриев-Мамонов известен как автор портрета Алексея Петровича Ермолова (1777—1861) — отец художника ещё в годы наполеоновских войн служил адъютантом у прославленного генерала — и парадного портрета легендарного Шамиля (1797—1871). 22 сентября 1859 года Шамиль прибыл в Москву, где на следующий день встретился с А. П. Ермоловым. Спустя несколько дней Шамиль покинул Москву и отправился в Петербург, а в октябре месяце был отправлен в Калугу, где впоследствии жил со своей семьёй, но и оттуда он несколько раз приезжал в Москву. Возможно, что портрет пленённого имама был создан в один из этих приездов.
Портрет генерала Ермолова экспонировался на весенней выставке в Петербурге 1859 года. Поэт и публицист радикального лагеря Михаил Михайлов писал об этой выставке в июльском номере журнала «Современник» в статье «Художественная выставка в Петербурге. Май и июнь 1859 года». По его мнению, несмотря на многообразие портретов, на выставке заслуживали внимания только два экспоната: женский портрет С. П. Черкасского и «в особенности портрет генерала Ермолова, написанный г. Дмитриевым-Мамоновым. Не говоря уже о том, что мы видим в последних полное отсутствие рутины, совершенное пренебрежение всякими аксессуарами, смелость и силу рисовки, перед нами, кроме того, — живое, почти говорящее лицо, живое и говорящее именно потому, что художник не вырисовывал каждого волоска и каждой морщинки с тщательностью мелкого ремесленника, отделывающего орнаменты к вещи, назначения которой он совсем не понимает».
Литературовед Н. А. Марченко делает следующее наблюдение над описанием образа генерала А. П. Ермолова у Пушкина. По мнению А. С. Пушкина, генерал не имеет «ни малейшего сходства с его портретами, писанными обыкновенно профилем» (имеются в виду портреты Ермолова работы Дж. Доу). Пушкин в «Путешествии в Арзрум» даёт контрописание внешности Алексея Петровича: «Лицо круглое, огненные серые глаза, седые волосы дыбом. Голова тигра на геркулесовом торсе». Марченко считает, что «портрет А. П. Ермолова работы Э. А. Дмитриева-Мамонова может служить почти иллюстрацией этой пушкинской характеристики, хотя, конечно, здесь сказалось не столько влияние Пушкина, сколько точный взгляд художника».
Среди тех, кто в настоящее время рассматривает творчество Дмитриева-Мамонова как творчество дилетанта, — Е. К. Беспалова. Отдавая должное необыкновенному искусству художника писать портреты по памяти, она вместе с тем считает: «Хотя он и обучался в Училище, однако, его произведения являются типичными работами дилетанта. Человеческое лицо он почти всегда изображал в профиль, и только в этом повороте ему удавались точные характеристики. Явное преобладание профильных портретов — самый яркий признак дилетантизма».
В 1840-е и в начале 1850-х годов профильные портреты действительно превалируют в творчестве художника, хотя и в эти годы он изредка пишет портреты анфас и в три четверти. Однако ко времени окончания Московского училища живописи и ваяния однотипные изображения правого и левого профиля практически исчезают из творческого арсенала Эммануила Александровича. Проблема квалификации дилетантизма Дмитриева-Мамонова полностью не исчерпана: с одной стороны, портреты в профиль Гоголя, в том числе портрет Гоголя, читающего «Мёртвые души», некоторыми искусствоведами считаются вершиной его творчества, с другой стороны, художник-пенсионер Академии художеств по определению не мог быть дилетантом, а внимание критиков и исследователей к портретам П. В. Киреевского, П. В. Нащокина, А. П. Ермолова говорит о том, что ему удавались не только графические портреты в профиль, но и масляные портреты анфас и полуанфас. В то же время, находясь четырнадцать лет в Италии, он не создал чего-либо, сопоставимого по значению с написанным им в России на любительском этапе своего творчества.

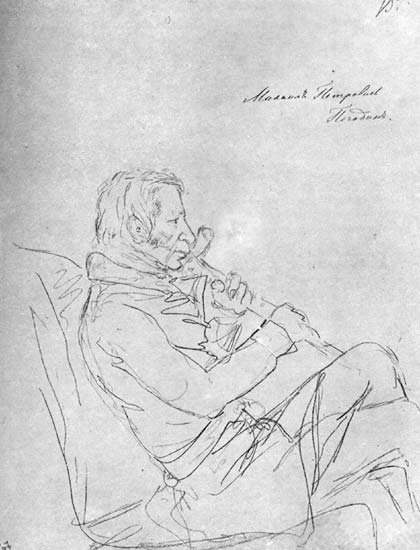
Правый профиль М. П. Погодина с тростью. Карандашный рисунок, 1848

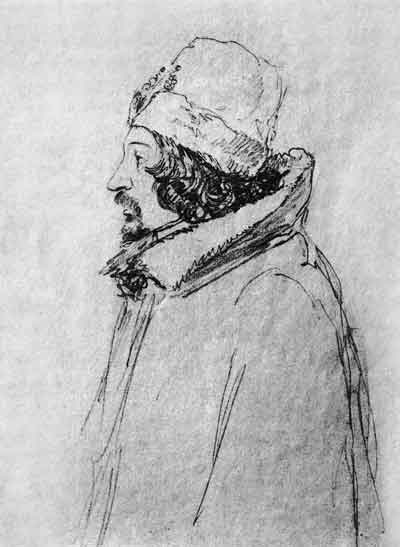
Левый профиль А. С. Хомякова в мурмолке. Рисунок карандашом. 1850-е годы

Творчество Э. А. Дмитриева-Мамонова не стало предметом подробного изучения искусствоведов, не было в центре внимания художественных критиков, его графические и живописные портреты ни разу не издавались отдельно и не экспонировались на персональных выставках, тем не менее его работы регулярно использовались и используются в качестве иллюстративного материала для изображения деятелей эпохи 1830-х — 1860-х годов самыми различными изданиями литературоведческой и искусствоведческой направленности, преимущественно посвящёнными пушкинскому и гоголевскому окружению, а также истории славянофильства: тома «Литературного наследства», Полное собрание сочинений Гоголя в 14 томах (1937—1952 гг.), «Московская изобразительная Пушкиниана» 1991 г.; «„Русская беседа“. История славянофильского журнала», 2011 г. и многие другие издания, журналы и сборники.
Биограф художника Л. Н. Чертков пишет, что художественное наследие Дмитриева-Мамонова, не собранное и не оценённое по сей день, даёт ему право на заметное место в русском искусстве. С рисунков и портретов Дмитриева-Мамонова неоднократно писали офорты художники следующего поколения: Н. З. Панов, А. Н Волков-Муромцев, В. А. Серов, В. А. Бобров и др.
Ныне произведения Эммануила Александровича хранятся в Государственной Третьяковской галерее, Государственном Русском музее, Государственном историческом музее, Государственном Литературном музее, в Государственном музее А. С. Пушкина, в Институте русской литературы («Пушкинский Дом»), в Государственном музее-заповеднике «Абрамцево», в музее-усадьбе «Мураново» и других.
В 1989—2003 годах в московском особняке Аксаковых на Сивцевом Вражке работала экспозиция Литературного музея — «Альманах литературной жизни 1840—1880-х годов». Она была задумана для воссоздания атмосферы литературной среды XIX века, литературных салонов и гостиных. На ней были представлены в том числе произведения Эммануила Дмитриева-Мамонова. На столе хозяина дома С. Т. Аксакова, испытывавшего пиетет перед Гоголем, расположился посмертный портрет любимого писателя — литография 1852 года Дмитриева-Мамонова. Здесь же нашли своё место эффектные автопортреты Дмитриева-Мамонова и художника-иллюстратора произведений Гоголя П. М. Боклевского.

## Искусствовед и публицист
По сведениям Веры Аксаковой, первой публицистической работой художника стали «Воспоминания о Московском университете», написанные по следам «Воспоминаний студентства» К. С. Аксакова. Ранние воспоминания Дмитриева-Мамонова до настоящего времени считаются неразысканными.
В 1856 году художник стал сотрудником нового славянофильского издания «Русская беседа». Перу Э. А. Дмитриева-Мамонова принадлежат несколько искусствоведческих работ: «Значение византийской живописи в истории искусства» («Русская беседа», 1859, № 4), «О фламандской живописи» («Русская беседа», 1856, № 1). Уже по этой статье художника видно, что ему чужда сектантская узость, свойственная большинству славянофилов. Он отстаивал самобытность русского искусства, но при этом не представлял развития русской культуры вне развития мировой культуры.
Эта первая статья Дмитриева-Мамонова в качестве искусствоведа вызвала большой резонанс в обществе. Цензор журнала «Русская беседа» Н. Ф. фон-Крузе напечатал своё возражение «Несколько слов о фламандской живописи»: (По поводу статьи, помещённой в 1-й книжке «Русской беседы»). Дмитриев-Мамонов вынужден был дать развёрнутый ответ своему критику в одном из следующих номеров журнала: «О фламандской живописи. По поводу возражения г. фон Крузе на статью мою о том же предмете, напечатанную в первой книжке „Русской беседы“». В том же году на страницах «Русской беседы» к полемике подключился А. Себинов со статьёй «Почему большей частью миниатюрны фламандские картины?». С критикой некоторых положений статьи в мемуарном очерке «История моего знакомства с Гоголем» выступил писатель С. Т. Аксаков.
Свой интерес к статье обнаружил художественный критик журнала «Современник» В. В. Стасов. Он откликнулся на неё в том же году, в двенадцатом номере журнала Н. А. Некрасова, опубликовав большую принципиальную статью о голландской живописи, где в свете новой эстетики Н. Г. Чернышевского изложил своё понимание роли реалистического искусства. По мнению Стасова, Э. А. Дмитриев-Мамонов был типичным представителем прошлого поколения искусствоведов, исповедовавшего отсталые взгляды на искусство, понимаемого в псевдоромантическом или классическом смысле. И как представитель прежней идеалистической эстетики Дмитриев-Мамонов, по мнению В. В. Стасова, превратно судил о живописи фламандцев.
Мысль Э. А. Дмитриева-Мамонова заключалась в следующем: он противопоставил фламандскую школу живописи итальянской. Фламандскую школу он оценивал как «исключительно живописную» («эта школа есть развитие масляной краски»). Он принижал её значение, поскольку, по его мнению, фламандская живопись не поднялась «до идеального рисунка, до идеального колорита, до высоты мысли». Ошибкой Дмитриева-Мамонова, по мнению В. В. Стасова, была недооценка значения жанровой живописи. Защищая её от упрёков Дмитриева-Мамонова, Стасов тем самым утверждал новое содержание искусства, «федотовское направление» в живописи, «допередвижнический» реализм, делали вывод советские искусствоведы.
В «Русской беседе» Дмитриев-Мамонов публиковался под инициалами М. Д.—М. и Э. Д.—М. и под фамилией Мамонов. Всего в этом журнале художником были напечатаны в 1856—1859 годах три художественно-критические статьи.

### Спор о славянофильстве

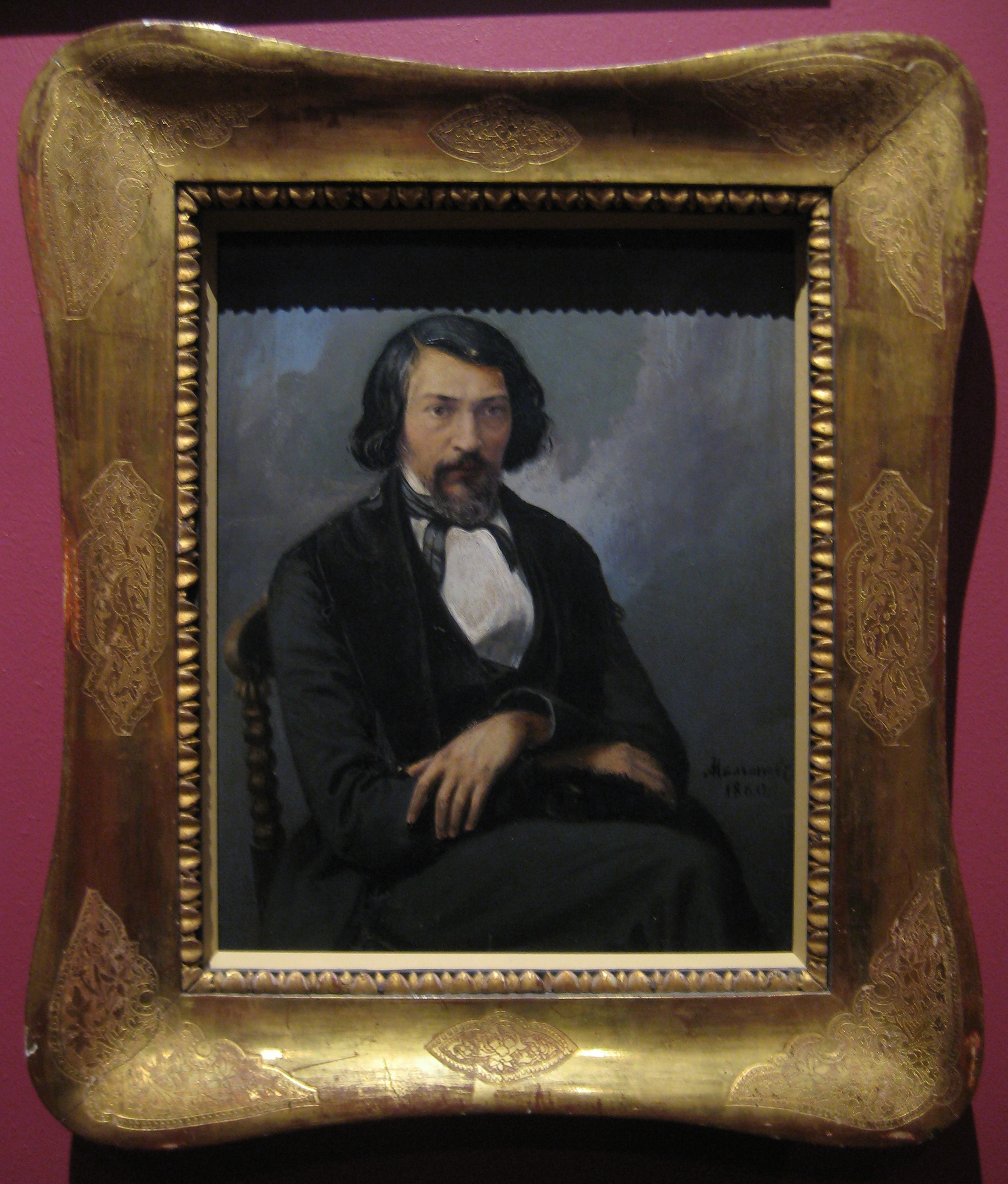
Портрет А. С. Хомякова кисти Э. А. Дмитриева-Мамонова по фотографии А. Бергнера

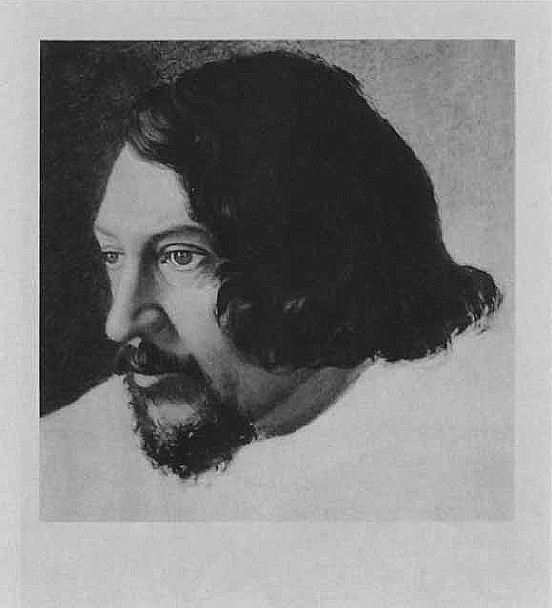
Сохранилось не менее шести портретов А. С. Хомякова работы Э. А. Дмитриева-Мамонова

В 1860 году неожиданно умер лидер ранних славянофилов А. С. Хомяков. Э. А. Дмитриев-Мамонов тяжело переживал его утрату, поскольку среди прочих славянофилов более всего был духовно связан именно с ним. Вскоре умер Константин Аксаков, четырьмя годами ранее умерли братья Киреевские. Новым неформальным лидером славянофилов стал Иван Аксаков. Отдельные расхождения между ним и Э. А. Дмитриевым-Мамоновым начались ещё в середине 1850-х годов. Долгое время борьба хомяковского и аксаковского направлений в славянофильстве происходила подспудно, но в 1873 году она вылилась в открытый конфликт.
В письме М. Ф. Раевскому от 28 июня 1861 года Иван Аксаков дал условно-положительную аттестацию Дмитриеву-Мамонову: «Человек очень умный и образованный <…> — человек хороший, был приятелем Хомякова, более или менее славянофил (собственно он)». Сомнение в конце фразы со всей ясностью оправдалось двенадцать лет спустя. Событием, окончательно разделившим двух этих людей, было Польское восстание 1863 года. В письме И. С. Аксакову Дмитриев-Мамонов писал так: «Раньше славянофилы были за национальную независимость <…> а теперь? Люди, которые <…> проповедовали учение о народности, беспощадно называют мятежниками и бандитами тех, которые осмеливаются отстаивать свою народность».
В своём развёрнутом письме к Ивану Аксакову Дмитриев-Мамонов прямо называл участников польского вооружённого восстания героями и полагал, что освобождение Польши необходимо, в первую очередь, в интересах самой России: «Владение ею <…> замедляет, останавливает наше собственное развитие, наш рост <…> Свобода есть первое непременное, необходимое условие нашей русской жизни, пульс её. Без свободы нет России!.. Становится для нас опасна не свобода, но неволя её!… Необходимо, чтобы Россия захотела собственного своего существования <…>» — писал он в своей неопубликованной статье.
Таким образом, Дмитриев-Мамонов развивал учение А. С. Хомякова о свободе и шёл дальше его. Призывая государя даровать свободу Польше, следующим шагом Дмитриев-Мамонов называл созыв Земского собора в Москве — и в этом пункте публицист не отходил от славянофильской доктрины. Новым было только упоминание конституции для России, поскольку Россия, по его мнению, не может предоставить её Польше, не имея её у себя самой.
К началу 1870-х годов Дмитриев-Мамонов уже полностью отошёл от идей панславизма, которые разделял ещё в 1856 году. Принцип предоставления свободы Польше, по его мнению, должен быть реализован и в отношении народов Востока: «Наша победа над Западом должна быть торжеством нравственного принципа, а не торжеством <…> силы. Русский народ осуществит свободу народностей. Так бы должно заключиться тысячелетие России», — писал он в неопубликованной статье «Россия и Польша».
Его занимал поиск самих основ русского самосознания: «Ненавидя и презирая всё отечественное, мы в то же время защищали его, как львы, а защитив, снова бежали от него прочь. Чего же недоставало нам <…>? — Недоставало нам нравственного начала для нашей домашней русской жизни». Эммануил Александрович писал о тех свойствах русского менталитета, которые вынуждали лучшие умы России метаться между духовным порабощением Западу и отторжением от него, поиском своих первооснов в седой старине. Но и принципу соборности в новой России со времён Новгородского веча что-то мешало укорениться, тем самым восполнить недостаток созидательных демократических институтов.
Суть современной России, по его мнению, в её силе, а не в её нравственности. Но есть способ, писал славянофильский публицист, обратить эту силу на благое дело: «Подвиг, достойный этой силы, был бы — пройти все земли от моря Каспийского до ворот Геракловых, освобождая везде угнетённую жизнь, разрушая оковы порабощённых народностей». Эти слова выводят Э. А. Дмитриева-Мамонова не только за пределы славянофильства, но и за пределы либерализма. Идея мессианства России носит у него уже совершенно иной характер, нежели у А. С. Хомякова.
Возможно, что пробой пера на поприще политической публицистики для Дмитриева-Мамонова стала статья «Письмо из Дрездена», опубликованная не в привычной московской прессе, а в петербургских «Биржевых ведомостях» К. В. Трубникова. «Письмо» было напечатано 11 и 20 сентября 1870 года и не касалось российских реалий. Оно было посвящено франко-прусской войне. Хотя Л. Н. Чертков предполагает, что публицистика Э. А. Дмитриева-Мамонова могла быть связана ещё с герценовским «Колоколом». Герцен писал Огарёву 31 января 1869 года: «Вот главное: 1-е, статью Мам. выбросить». На это Н. П. Огарёв возражал в письме 2 февраля: «Мам, статью я не самодуром решил печатать <…> Статья, которую ты вычеркнул, не Мам.» Комментаторы «Литературного наследства», где была опубликована переписка Герцена и Огарёва, предполагают, что речь могла идти о статье Т. Комарова (Чаплина), однако существует предположение, что сокращение «Мам» могло быть адресовано Э. А. Дмитриеву-Мамонову. Но так или иначе, статья неизвестного автора, о которой спорили Герцен и Огарёв, не появилась в прибавлениях к «Колоколу» на 1869 год.
В 1871 году в Москве начал выходить новый журнал «Беседа» под редакцией славянофила С. А. Юрьева и при финансовой поддержке А. И. Кошелёва. В журнале сотрудничал друг Дмитриева-Мамонова Василий Елагин. Редакция позиционировала себя как славянофильский орган на широкой либеральной (не только славянофильской) основе, и Иван Аксаков там не публиковался. Дмитриев-Мамонов написал для «Беседы» несколько статей, но они так и не появились на страницах журнала из-за своей радикальной направленности, хотя Дмитриев-Мамонов считал С. А. Юрьева своим единомышленником и справедливо рассчитывал на сочувствие к своим взглядам редактора «Беседы».
Одна из не пропущенных цензурой статей называлась «Россия и Польша» и была посвящена теме освобождения Польши. Вторая непропущенная статья была ответом на статью в «Беседе» Н. П. Аксакова «Несколько слов о свободе совести». Третьей статьёй Дмитриева-Мамонова, которая также обратила на себя внимание цензуры, был ответ на статью в «Беседе» А. И. Кошелёва «В чём мы больше всего нуждаемся». В этой статье Эммануил Александрович писал: «Славянофилы возбудили мысль народную, а к ней приплелась и статья церковная, которая, как Вам известно, явилась как бы в виде атрибута к народности. Христианство наших отцов и дедов волтерианцев было pour le peuple. Христианство наших сверстников-гегелианцев стало selon le peuple. Для того, чтобы сделаться народными, мы ухитрились стать позади народа и пошли за ним».
Ещё более смелые мысли в эти годы публицист излагал в частной переписке. «Государство — не цель, а средство для достижения <…> Оно не продукт народа, а гриб-паразит», — писал он В. А. Елагину, возможно, не без влияния идей М. А. Бакунина.
В 1868 году Эммануил Александрович делился своими мыслями в письме к Е. И. Елагиной о принципе национальности — основном принципе славянофильской доктрины: «Надо оставить всякую национальность. И противопоставить свободу, чистую и чистейшую. Она одна не обманет, и в ней найдётся всё, в ней всякая национальность отыщется сама собой и притом украшенная и освящённая свободой и человеколюбием. Национальность хороша, когда она становится силой центробежной, но гибельна, когда она — сила центростремительная».
В. А. Рачинской он писал о Парижской Коммуне: «Я в агонию народную не верю. Не народы гибнут, но ложные принципы и те люди, даже целые поколения, которые от них не хотят или не могут отстать. Новый или истинный принцип всегда может воскресить самый забытый народ, ибо народ, не забывайте этого, есть организм вечно обновляющийся новыми поколениями».
Достаточно независимыми выглядят и его суждения о вере и церкви в письме к Василию Елагину: «Церковь обещает людям потустороннюю награду, — в то время как высшая земная награда человека — удовлетворение чувству правды, врождённое каждому человеку».

### Ход полемики
В 1873 году Дмитриев-Мамонов напечатал в журнале «Русский архив» статью «Славянофилы», ставшую ключевым моментом всей его публицистической деятельности. Эта статья явилась откликом на серию исторических очерков А. Н. Пыпина в «Вестнике Европы» в 1871—1873 гг. под общим названием «Характеристики литературных мнений, от двадцатых до пятидесятых годов». Непосредственной причиной появления статьи Дмитриева-Мамонова явились V и VI очерки Пыпина под названием «Славянофильство», появившиеся в ноябрьском и декабрьском номерах журнала «Вестник Европы» за 1872 год.
Особенно болезненным для Дмитриева-Мамонова было следующее рассуждение А. Н. Пыпина:
К славянофильству примкнули новые школы, которые также заговорили о «народных началах», «почве» и т. п. и, не имея ни таланта, ни горячего убеждения первых начинателей движения, распространяли только пустые фразы на тему народности и более или менее явный обскурантизм. Славянофильская публика стала увеличиваться рядами той публики, патриотизм которой в прежнее время называли квасным, которая, не вдаваясь в особые размышления, довольствовалась шумливыми и хвастливыми фразами о народности, грозилась Европе, приходила в восторг от посещения братьев-славян, собиралась делить будущее с братьями-американцами, поставляет в последние годы контингент «обрусителей» и т. д.

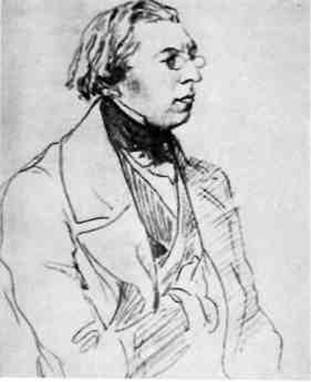
Иван и Эммануил были сверстниками. Иван Аксаков в молодости. Рисунок Э. А. Дмитриева-Мамонова

После смерти А. С. Хомякова и И. В. Киреевского, ощутив себя продолжателем их дела, Дмитриев-Мамонов обвинил Ивана Аксакова и Юрия Самарина во всех бедах позднего славянофильства, в утрате былой оппозиционности и прогрессивности славянофильства, ставшего синонимом косности и реакционности. В этой статье, наконец-то, он смог высказать многое из того, что в нём накопилось за последние годы эволюции славянофильства. Статья была предварительно прочитана и одобрена В. А. и Е. И. Елагиными, А. И. Кошелёвым. Знал о статье и Иван Аксаков: перед тем, как она появилась в печатном виде, она долгое время ходила по Москве в рукописном виде. Дмитриев-Мамонов в одном из писем рассуждал так: «Пока статья не печаталась, Аксаков был ею доволен. Внутренне соглашаясь со мной, публично он от меня и старых друзей отрёкся».
Предполагалось, что Дмитриев-Мамонов опубликует свою статью в народнических «Отечественных записках», но, в конце концов, выбор пал на малотиражный, далёкий от жаркой полемики, сугубо исторический, а не публицистический, журнал П. И. Бартенева «Русский архив». Журнал выходил без предварительной цензуры, в отличие от «Отечественных записок», что избавляло от искажения основных идей работы мелочными придирками, но был малодоступным изданием. Статья Дмитриева-Мамонова заставляла читателей по-новому взглянуть на славянофильство, она одновременно предостерегала от близорукого, поверхностного истолкования идей славянофилов и в то же время «показывала всю сложность и своеобразие этого явления».
Лейтмотив статьи заключался в следующем: время, когда представители западнического лагеря относились к славянофилам не иначе как «с тупою злобою», прошло, и статья Пыпина представляла собой первую попытку добросовестно оценить роль славянофилов в умственном движении России. Но при всём при этом от внимания Пыпина ускользнул ряд существенных аспектов славянофильской идеи, поскольку он рассматривал преимущественно труды Константина Аксакова, а взгляды Хомякова рассматривались Пыпиным довольно поверхностно. Славянофильское учение в своё время не могло быть высказано его основателями с исчерпывающей откровенностью по причинам цензурного характера. Славянофильство не стало цельной системой взглядов, потому что отцы славянофильства, в первую очередь А. С. Хомяков, не были доктринёрами в отличие от их более молодых последователей:

По смерти Киреевских, Хомякова и Константина Аксакова сами их последователи в большинстве случаев затеряли главнейшие славянофильские предания. Они сошли с точки зрения своих предшественников, запутались, и свободнейшее направление превратилось в какую-то патриотически-благонамеренную доктрину, которая в одну сторону хочет всё и всех русить, а в другую всем проповедует уже не народное православие, а просто полицейскую веру, подхваченную Ю. Ф. Самариным у диких латышей и эстов, торгующих своею религиозною совестью.— Э. А. Дмитриев-Мамонов, «Славянофилы». «Русский архив», 1873, № 12, стлб. 2489.
По мнению славянофилов в изложении Дмитриева-Мамонова, «наука бывает плодотворна только тогда, когда она либо самостоятельно добыта, либо принята свободно во всей её полноте; когда же она насильно навязывается, да ещё отмерянная чиновничьей мерой, то польза её сомнительна». Ещё один принцип славянофильства: «протест против общества и его апатии», общественная, а не политическая устремлённость.
В споре с западниками о реформах Петра I позиции славянофилов, по мнению публициста, были невыгодными и в чём-то могли показаться ретроградными. Славянофилы не находили возражений против величия заслуг царя-реформатора. Но они задались вопросами: «уместно ли волшебство в истории? Хорошо ли сказку переносить в быль? Можно ли положиться на современную цивилизацию? Прочны ли новые декорации? Не потребуется ли завтра же новой их переделки? Все ли они русскому народу пригодны? Полезно ли приучать нацию к „щучьему повелению“ и т. д.»
Но принципиально важным для Дмитриева-Мамонова было утвердить ту мысль, что славянофильство и национализм, консервативный ура-патриотизм — вовсе не равнозначные понятия: «Славянофильство отнюдь не имело своей целью возбуждение национального чувства. Возвеличение родного, русского было скорее для них идеалом, который должен был осуществиться в результате огромной культурной работы, а отнюдь не исходной точкой. Позднейший патриотизм наш и уже вовсе не славянофильский взглянул на дело обратно: он нашёл, что мы так уже хороши, что нам ничуть не опасно принимать в себя ещё и ещё новые дозы мерзости при всяком удобном случае».
Статья Дмитриева-Мамонова смутила редактора П. И. Бартенева. Славянофильство, защищаемое Эммануилом Александровичем, разительно отличалось от того, которое излагалось на страницах аксаковских изданий «День» и «Москва». Поэтому он не решился публиковать статью, не показав лидеру славянофилов. Бартенев сразу же отказался печатать вторую половину статьи, которая рассматривала религиозные вопросы, и даже ничего не сообщил о ней И. С. Аксакову, зная его бурный темперамент. Эта часть публикации так и не сохранилась до настоящего времени.
Решив всё-таки дать место в «Русском архиве» мнению Дмитриева-Мамонова, П. И. Бартенев послал корректуру первой половины статьи И. С. Аксакову. Тот немедленно включился в дискуссию о роли славянофильства, назвав работу Дмитриева-Мамонова легковесной, добавив, что без его примечаний «статья помещена быть не может». 18 сентября 1873 года он писал П. И. Бартеневу: «Прочёл статью Мамонова; я её знал прежде; мне читали её у Елагиных — только не всю, так же как и вы не всю печатаете <…> урезывая то, что касается православия. Воображаю, чего не наколобродил Эммануил Александрович по этой части». Он похвалил лёгкий, живой, остроумный стиль статьи Дмитриева-Мамонова. Но далее последовали обвинения в отступничестве от христианства, в личных нападках на него и Ю. Ф. Самарина. Аналогичные обвинения в отступничестве от идеалов юности, выразившиеся в политическом поправении лидера славянофилов, были высказаны позднее и Дмитриевым-Мамоновым в письме к В. А. Елагину: «Я у старых славянофилов учился ходить, г. Аксаков выучился сидеть…»
Постепенно примечания Аксакова вылились в самостоятельную работу, и он настоял, чтобы П. И. Бартенев опубликовал её в том же номере «Русского архива» вслед за статьёй оппонента. 15 октября законченный ответ Дмитриеву-Мамонову вместе с корректурой его статьи Аксаков направил Ю. Ф. Самарину. В сопроводительном письме Аксаков писал: «Отвечать было не так легко, как мне показалось с первого раза. Статья написана настолько ловко, что считается чуть ли не апологией покойных славянофилов». Прямолинейный выпад против Дмитриева-Мамонова мог быть истолкован как проявление личной обиды уязвлённого чужой правотой соперника, поэтому ответ Дмитриеву-Мамонову Аксаков построил таким образом, чтобы своё мнение представить как общее мнение всех славянофилов.
В том же письме И. С. Аксаков писал Ю. Ф. Самарину о том, что один неназванный сотрудник журнала Бартенева «Русский архив» читал статью Дмитриева-Мамонова «в разных домах как статью замечательно смелую, либеральную, представляющую Хомякова и пр. в самом сочувственном виде и только оттеняющую в самом невыгодном свете, впрочем не без основания, нас с тобою». В тот же день И. С. Аксаков написал письмо П. И. Бартеневу, в котором попросил редактора «Русского архива» «не смягчать в моей статье ничего относительно самого Мамонова. Его сто́ит хорошенько отделать».
Ю. Ф. Самарин, получив черновик статьи И. С. Аксакова, дополнил её со своей стороны и отослал П. И. Бартеневу для публикации. Исследователь Л. Н. Чертков называет переговоры Аксакова, Самарина и Бартенева за спиной Э. А. Дмитриева-Мамонова закулисной вознёй. Совместный ответ двух первоклассных публицистов и длительная предварительная работа над ним, по его мнению, отнюдь не говорят о том, что статья Дмитриева-Мамонова была легкомысленной. Сам Эммануил Александрович всё это время отсутствовал в России, он вернулся на родину лишь весной 1874 года.
«Письмо к издателю по поводу предыдущей статьи» Ивана Аксакова представляло собой возражение на статью Дмитриева-Мамонова «Славянофилы» с резкими нападками на автора. В конце 1840-х — начале 1850-х годов Э. А. Дмитриев-Мамонов был человеком близким к семье Аксаковых, и, возможно, потому, что журнальный выпад неожиданно исходил от близкого знакомого и в прошлом единомышленника, реакция Аксакова была столь бескомпромиссной. По мнению И. С. Аксакова, Дмитриев-Мамонов «решительно извращает нравственный образ умерших славянофилов и <…>, опираясь на своё личное с ними знакомство и на их авторитет, с непростительной ветреностью (чтоб не сказать хуже) клевещет на живых, то есть на непосредственных преемников их деятельности в литературе». В полемическом запале Аксаков назвал Дмитриева-Мамонова развязным критиком, обвиняя в узости, противоречивости, поверхностности его суждений.
Аргументы И. С. Аксакова в его ответе по сути свелись к критике освещения оппонентом истории раннего славянофильства, отношения прежних славянофилов к просвещению, к православию, к западноевропейской цивилизации. Суждения оппонента об исчезновении «живого славянофильства», об омертвении прежнего учения, составлявшие весь пафос его статьи, остались без ответа. И. С. Аксаков уточнил отношение поздних славянофилов к научным знаниям и к «народному мировоззрению»: «<…> не для того, чтобы сделать науку популярною, то есть „понятною и доступною простому народу“, как утверждает г. Мамонов, а для того, чтоб самим возродиться в духе народности и обрести правый путь, стали славянофилы вникать, „вдумываться в народное мировоззрение“ и пр.»
Аксаков писал, что ключевым понятием в работах и ранних, и поздних славянофилов была народность, которую Дмитриев-Мамонов напрочь проигнорировал. Таким образом, по мнению Аксакова, Дмитриев-Мамонов не очищал славянофильскую доктрину от позднейших наслоений, а упрощал и даже опошлял её. Само разграничение славянофилов на ранних и поздних вызывало возражение Ивана Сергеевича, он не находил принципиальных отличий во взглядах Хомякова, Константина Аксакова, братьев Киреевских и своих собственных, но тем не менее Аксаков допустил явные передержки в истолковании роли основателей славянофильства в крестьянской реформе в России, заявив, что «Хомяков, И. Киреевский, Константин Аксаков сошли в могилу именно тогда, когда наступило время практического решения задач, обсуждавшихся прежде in abstracto. Они были люди идеала. Это было их призвание. <…> На применение идеала отчасти не был способен никто из достославных покойников, да это и не было их уделом».
На самом деле, участие в подготовке крестьянской реформы началось ещё при жизни А. С. Хомякова, который направлял деятельность Ю. Ф. Самарина и А. И. Кошелёва и сам принимал в ней участие. При этом Хомяков, Иван Киреевский и Дмитриев-Мамонов ещё до начала крестьянской реформы были безусловными сторонниками освобождения крестьян с землёй, тогда как Пётр Киреевский занимал в этом вопросе особую позицию. Зато когда крестьянская реформа стала претворяться на практике, участие И. С. Аксакова выглядело в ней довольно скромным на фоне деятельности Ю. Ф. Самарина, А. И. Кошелёва.
Но всё же ранние славянофилы, от имени которых выступал Дмитриев-Мамонов, не были высокопоставленными чиновниками или крупными промышленниками, какими стали впоследствии Ю. Ф. Самарин, А. И. Кошелёв, В. А. Черкасский, Н. П. Гиляров-Платонов, Т. И. Филиппов и некоторые другие. Они были людьми без определённого круга занятий и во многом непрактичными идеалистами, тогда как Иван Аксаков стал председателем правления второго Московского общества взаимного кредита, А. И. Кошелёв был крупным откупщиком, Ф. В. Чижов — видным железнодорожным предпринимателем. В споре о губительном влиянии чиновничества на российскую действительность, Аксаков выступал защитником интересов чиновничества, крупного землевладения и молодого российского капитала, тогда как позиция Дмитриева-Мамонова была позицией деклассированного дворянина и разночинца-демократа.

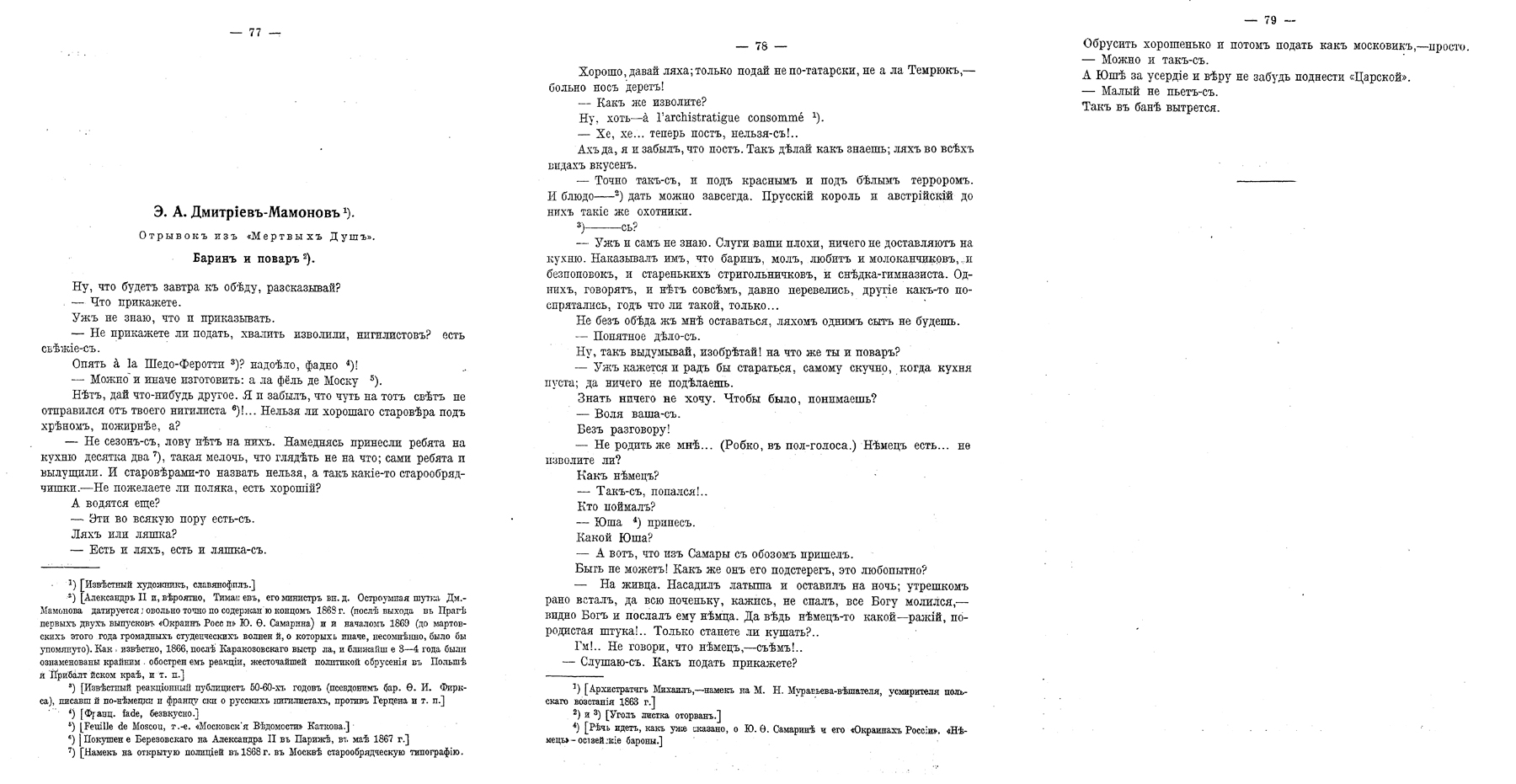
Дмитриев-Мамонов без цензуры. «Барин и повар». «Новые пропилеи», 1923

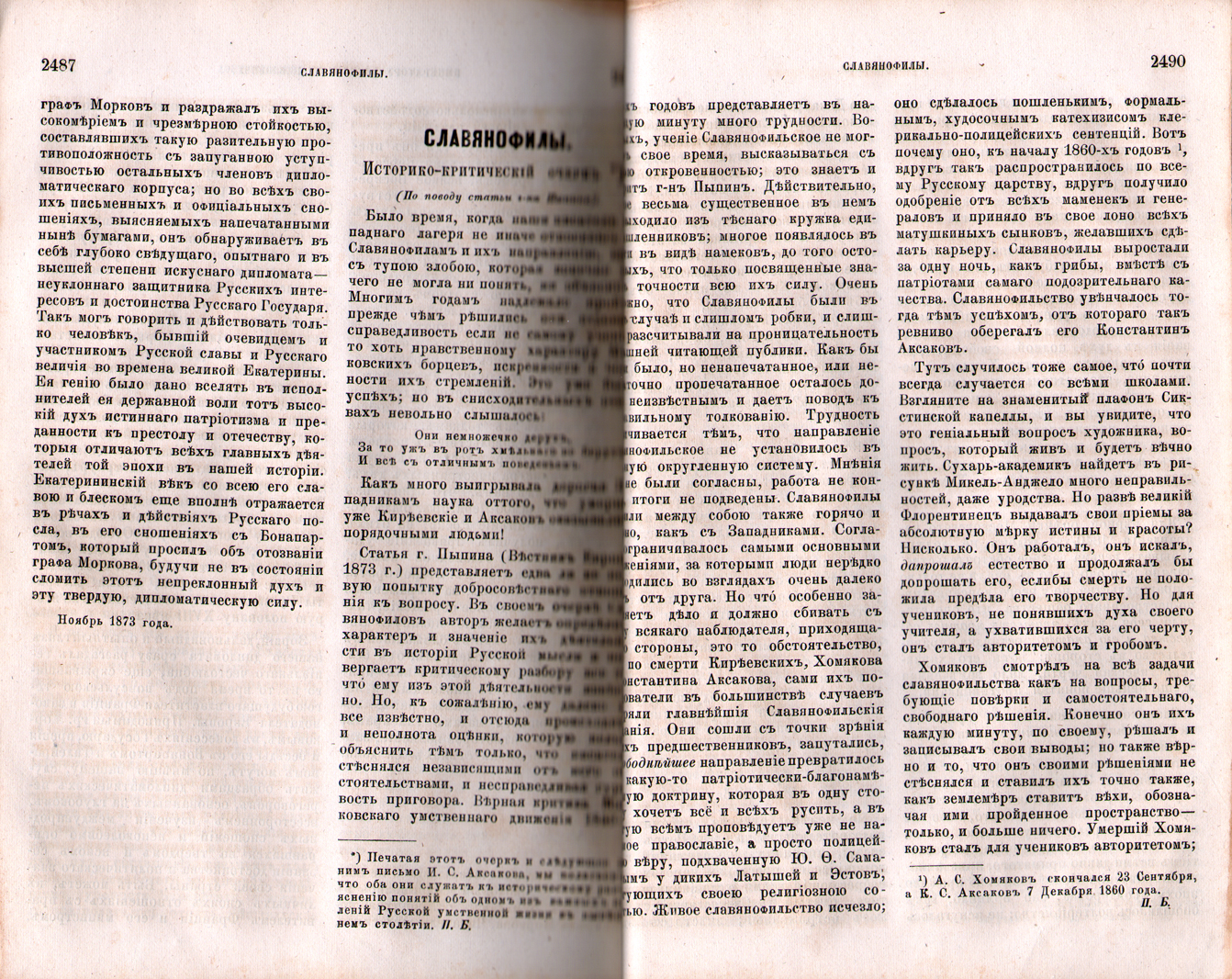
«Славянофилы». «Русский архив», 1873, № 12

Однако во всём, что касалось выдвижения и разработки славянофильского национализма, воинствующего в своей замкнутости, заслуга И. С. Аксакова была определяющей. Критическое отношение Дмитриева-Мамонова к новым тенденциям в славянофильстве обострилось после появления в 1869 году книги Ю. Ф. Самарина «Окраины России», где автор выступил против относительных по отношению к метрополии гражданских свобод в прибалтийских губерниях, которыми пользовалось местное население.
Тогда же Дмитриев-Мамонов посвятил Юрию Самарину остроумный и едкий памфлет «Барин и повар», показывающий, как его книга играет на руку новой бюрократии, развернувшей после выстрела Д. В. Каракозова либеральные реформы Александра II вспять. М. О. Гершензон предполагал, что под барином подразумевался император Александр II, а под поваром, возможно, министр внутренних дел А. Е. Тимашев. Сюжет памфлета прост: повар предлагает барину различные «деликатесы» в виде нигилистов, поляков, старообрядцев, гимназистов. Не получив согласие капризного барина, повар робко предлагает ему немца. В ответ на удивлённую реплику барина, откуда мог взяться немец, повар рассказал, что его принёс Юша. «— Какой Юша? — А вот, что из Самары с обозом пришёл. — Быть не может! Как же он его подстерёг? Это любопытно. — На живца. Насадил латыша и оставил на ночь. <…> Только станете ли кушать? — Гм!.. Не говори, что немец, — съем!.. — Слушаю-с. Как подать прикажете? — Обрусить хорошенько, а потом подать как московик, — просто». Характер памфлета исключал возможность его публикации в легальной прессе.
Справедливости ради, отмечал Л. Н. Чертков, следует сказать, что политика Александра II по отношению к инородцам была гуманнее взглядов на этот вопрос Ю. Ф. Самарина. Дмитриев-Мамонов не называл прямо в своей статье среди последователей-догматиков славянофилов имя Ивана Аксакова. Ю. Ф. Самарин был единственным, кто удостоился персональных нареканий, но Иван Сергеевич верно почувствовал, что удар был направлен и против него.
Критика Аксаковым статьи Дмитриева-Мамонова содержала в себе ключевой тезис, облечённый в полемическую форму упрёка:
Автор систематически ограничивается одною внешнею, отрицательною стороною славянофильского протеста, тщательно отсекая внутреннее содержание, положительную сторону славянофильской проповеди. <…> от такого усердного процесса очищения в славянофильстве, изображаемом г. Мамоновым, остаётся так мало своеобразного, что с трудом верится, будто оно действительно было «замечательным историческим моментом в умственном развитии русского общества, как это признают в наше время многие писатели даже западного лагеря».
Таким образом, Аксаков фактически согласился с тем, что все основные тезисы Дмитриева-Мамонова верны — просчёт автора состоял не в том, что он утверждал, а в том, о чём он умолчал в рассказе о славянофилах. Наиболее трудным для Аксакова оказался тезис Дмитриева-Мамонова и Пыпина о принадлежности славянофильства к романтизму. Его он так и не смог по сути опровергнуть, кроме предсказуемой догматической формулы о вселенской истинности православия, что, по мнению А. Тесли, закрывало путь ко всякой дальнейшей полемике.
Весь ответ Ивана Аксакова Л. Н. Чертков называет крайне демагогичным. Придирки к отдельным неудачным выражениям у Дмитриева-Мамонова или к отсутствию понятия «народность» были использованы им, опытным журналистом, для того, чтобы затушевать самую суть спора. Аксаков назвал истолкование Дмитриевым-Мамоновым принципов славянофильства его «облупливанием» для реабилитации славянофильской идеи в глазах либералов. Особенно неуступчивой была позиция И. С. Аксакова в вопросе о православии. Дмитриев-Мамонов называл православие старших славянофилов делом одной лишь «формальной логической последовательности» с целью более тесного сближения с народом.
На самом деле вопрос этот гораздо сложнее, чем представлялся Дмитриеву-Мамонову. Иван Киреевский в конце жизни всерьёз и искренне повернул к православию. Но игнорировать мнение Дмитриева-Мамонова о православии А. С. Хомякова также нельзя, считает Л. Н. Чертков, хотя бы потому, что мнение Дмитриева-Мамонова — это мнение человека, который долгое время был тесным образом связан с Хомяковым и мог претендовать на правильное понимание его мировоззрения.
В своей концепции славянофильства И. С. Аксаков ставил православие во главу угла: «Православие мыслимо вне России; Россия же немыслима вне православия». Таким образом, сущность славянофильства, согласно Аксакову, клерикальная. В полемике с Э. А. Дмитриевым-Мамоновым Аксаков демагогически ссылался на преследования славянофилов правительством, но предполагаемое преследование было вызвано не мнимой оппозиционностью славянофилов, а происками так называемой «немецкой партии» при дворе императора Николая Павловича. В последующие царствования этот натиск постепенно ослабевал.

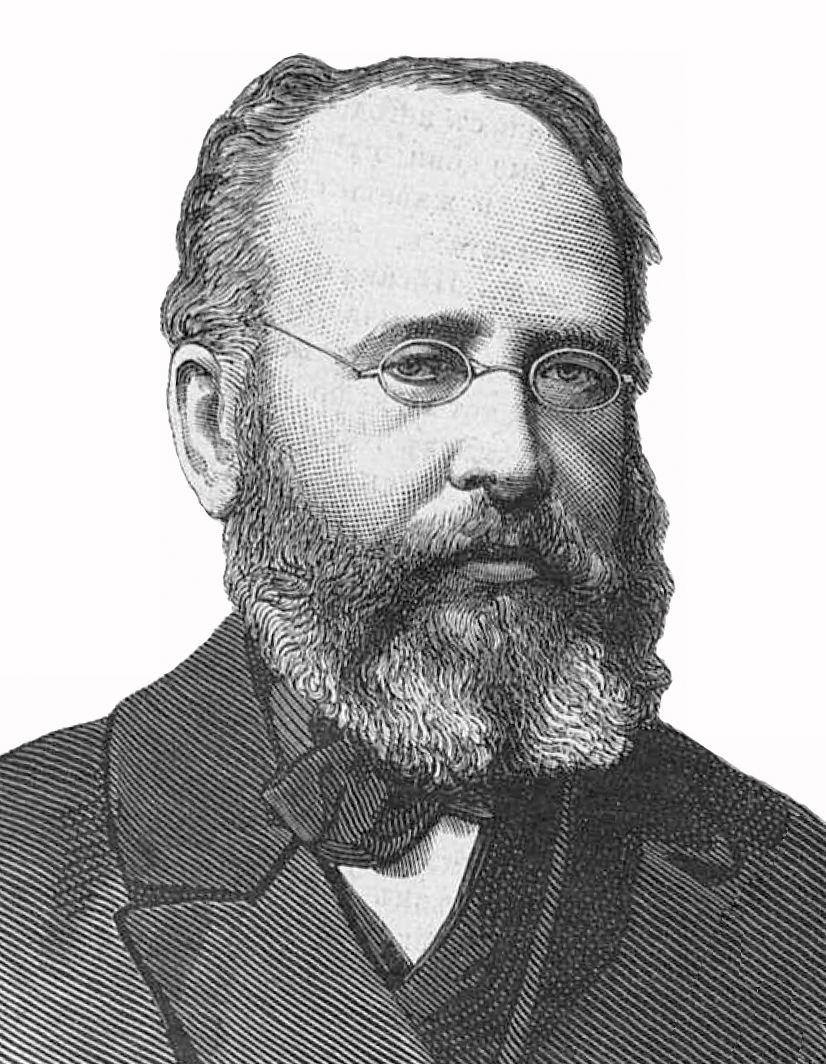
П. И. Бартенев, редактор «Русского архива»

Иван Аксаков писал П. И. Бартеневу, чтобы тот рассудил, кто прав в этом споре, однако П. И. Бартенев оказался «между двух огней»: Дмитриев-Мамонов был раздосадован несамостоятельностью Бартенева, а его поведение, когда статья «Славянофилы» оказалась фактически подвергнута предварительной цензуре, Дмитриев-Мамонов считал недостойным. В молодости Э. А. Дмитриев-Мамонов и П. И. Бартенев поддерживали приятельские отношения, о чём сам Бартенев на склоне лет вспоминал: «У них <у Нащокиных> часто бывал художник Эммануил Александрович Мамонов, мой тогдашний приятель, с которым я сблизился впоследствии у Елагиных».
Но в этот раз Бартенев предпочёл сохранить давние дружеские отношения с лидерами славянофилов. После публикации обеих статей Эммануил Александрович написал ответ Ивану Аксакову, однако П. И. Бартенев, по его словам, из-за запрета матери братьев Киреевских А. П. Елагиной, решил не публиковать его в своём журнале, дабы не усугублять раскол между славянофилами. Таким образом, предоставив возможность И. С. Аксакову «хорошенько отделать» Дмитриева-Мамонова, он лишил Эммануила Александровича права на возражение своему оппоненту. Дмитриев-Мамонов был возмущён невозможностью ответить. Л. Н. Чертков сообщает, что тон его ответа желчностью напоминал тон «Первого философического письма» П. Я. Чаадаева:
Лень, крайнее равнодушие к миру сему, к порядку гражданскому и политическому — всё это у нас очень национально, оттого и немудрено, что всё, что ни свалится на нашу голову, то и принимается всеми за вполне национальное — татарское иго под конец совершенно обращалось у нас в национальное наше учреждение, которым мы так же мало тяготились, как Святейшим синодом. Жизнь проявляется только в мире официальном — там хлопочут, говорят, пишут, регламентируют, ломают, вновь созидают — на песке, называемом народом русским, у которого есть только одно политическое достоинство — это то, что он сыпуч. Что ни выстроить на нём, то весьма скоро и рушится — само собой, конечно, не вследствие народного протеста, а только вследствие народной сыпучести и недостатка в русской земле камня для правительственных построек. Уж не семя ли мы Авраамово, яко песок морской?
Вновь и вновь Дмитриев-Мамонов акцентировал разницу в диалектическом подходе Хомякова и в доктринёрском — Ивана Аксакова: «Славянофилы всё же были проникнуты русской терпимостью, которая внушила Хомякову его знаменитый закон: „Я требую свободы мненья и сомненья“. Закон известный и теперь, но приостановленный, вероятно, вследствие неловкого и потому досадного положения, в которое современные славянофилы себя поставили относительно русской публики, замешавшись несколько в политику. Да. славянофильство имело две эпохи, радующую и пугающую. Хомяков, не в гнев г. Аксакову буде сказано, постоянно развивался, постоянно шёл вперёд, не легко, не как мальчик, но как живой человек, и своею энергией будил спящих. Он утверждался на началах, которые требовали развития <…> Киреевский, Хомяков, К. С. Аксаков искали, пытались, а нынешние славянофилы канонизировали их пробы и попытки; они, стало быть, затормозили их собственное дело. Там было шествие вперёд, здесь стала стена».
Подробное изложение всех обстоятельств полемики содержится в письмах Э. А. Дмитриева-Мамонова к Е. И. и В. А. Елагиным. В ожидании публикации своего ответа он начал писать воспоминания о славянофилах в виде писем к приятелю. Статья не имела полемической цели, но когда Э. А. Дмитриев-Мамонов понял, что поддержки в славянофильских кругах он не имел, и его ответ Аксакову опубликован не будет, он потерял интерес к воспоминаниям и отказался от мысли опубликовать их в «Русском архиве», который в данном случае в наибольшей мере соответствовал профилю мемуарного материала.

### Продолжение полемики в «Отечественных записках»
После безуспешной попытки ответить в «Русском архиве» («Беседа» С. А. Юрьева к тому времени давно не выходила) публицист обратился в народнические «Отечественные записки» Н. А. Некрасова и М. Е. Салтыкова-Щедрина. Дискуссия о славянофильстве продолжилась там полтора года спустя. Статья Дмитриева-Мамонова под названием «Наука и предание» была напечатана в 1875 году в августе и ноябре. Она была написана в форме писем к N. В работу вошли некоторые мысли из переписки с Василием Елагиным, имела место и прежняя полемика с Аксаковым, но в целом автор обратился к бо́льшим философским обобщениям.
Ещё в 1874 году в письме С. А. Юрьеву Дмитриев-Мамонов писал, что возрождение русского общества «возможно только от решительного, неуклонного и быстрейшего подъёма крестьянства». Поэтому неслучайно то, что либеральная тенденция в славянофильстве на последнем этапе сблизилась с народничеством, а Э. А. Дмитриев-Мамонов являлся наиболее ярким и последовательным представителем этой тенденции.
Такая трансформация взглядов Э. А. Дмитриева-Мамонова выглядела естественной, если учесть то, что с 1860 года художник жил за границей почти пятнадцать лет, где сблизился с революционной эмиграцией. Вместе с тем славянофильство и народничество Дмитриева-Мамонова носило отчётливо западнический оттенок. В письме Н. А. Елагину он писал: «Не верь графине Салиас, что Запад гниёт. Он выздоровел. Мысль на Западе работает».
Статья «Наука и предание» в значительной мере посвящена философским вопросам. Историки славянофильства считают, что в этой статье публицист ушёл далеко вперёд от того славянофильства, которое он идеализировал за два года до этого в полемике с Аксаковым. Он критически разобрал философские письма А. С. Хомякова к Ю. Ф. Самарину. Здравое основание славянофильства теперь низводилось им к принципу свободного исследования и к принципу сохранения предания в том случае, если оно не противоречит принципу свободы.
Философская система Дмитриева-Мамонова, беря начало от гегелевской диалектики, основывалась на диалектическом восприятии мира. Мыслитель предложил некое монистическое построение, где понятия бытия и разума отождествлялись и где воля заключалась в самом бытии. Исторический детерминизм Дмитриева-Мамонова включал в себя этическое начало: «Мера нравственности — мера солидарности с ближними. Нравственное начало есть начало общественное, отнюдь не личное». Воспитание подразумевало разумную неволю человека, то есть необходимость.
Кроме идей Хомякова Дмитриев-Мамонов подвергал критике взгляды Ивана Киреевского с его мнением о том, что в будущем «монастыри будут властвовать над умами». Так же поступал он и в отношении тезиса Хомякова о том, что государство может опираться на церковное предание. Таким образом, он полностью отмежевался от теократических установок ранних славянофилов. В основе государства могут лежать лишь научные принципы, — говорил он, — свобода совести возможна только в светском государстве. Дмитриев-Мамонов проводил параллели между взглядами Хомякова и А. Шопенгауэра: «Фатализм — воля немотивированная и беспричинная».
Возвращаясь к исторической публицистике, Дмитриев-Мамонов вновь размышлял о проблеме Петра Первого: «Нельзя оправдывать деспотические приёмы Петра, которые помешали его собственным целям и отлучали русский народ от вводимого им просвещения».
Но самое важное, что удалось сказать Дмитриеву-Мамонову в своей статье в адрес ортодоксов славянофильства, это тезис о зыбкости, призрачности их принципа народности. «У нас есть свой Рим <…> И у нас нашёлся свой папа. И. Аксаков высказал: православие есть сущность русской народности. Стало быть, и сущность русской народности есть православие. Вот вам вместо папы — лица, папа — русский народ, тем более опасный, а для наших ультрамонтанов удобный, что это папа фиктивный, не умирающий, и в то же время допускающий самые произвольные толкования своих оракулов. За него может говорить всякий и утверждать, что именно это думает наш папа, что слово, нами за него сказанное, есть самое национальное и единственно национальное».
И подводя итог сказанному, публицист заявил Аксакову: «Может быть ваша роль возвышеннее, но моя человечнее». В целом, резюмирует Л. Н. Чертков, статья в «Отечественных записках» была «написана несколько сбивчиво», она не получила прежнего резонанса ни у либералов, ни у консерваторов. «Создаётся впечатление, что статьи эти как-то не произвели должного эффекта, и кроме его старых друзей-врагов, голоса автора никто не услышал».

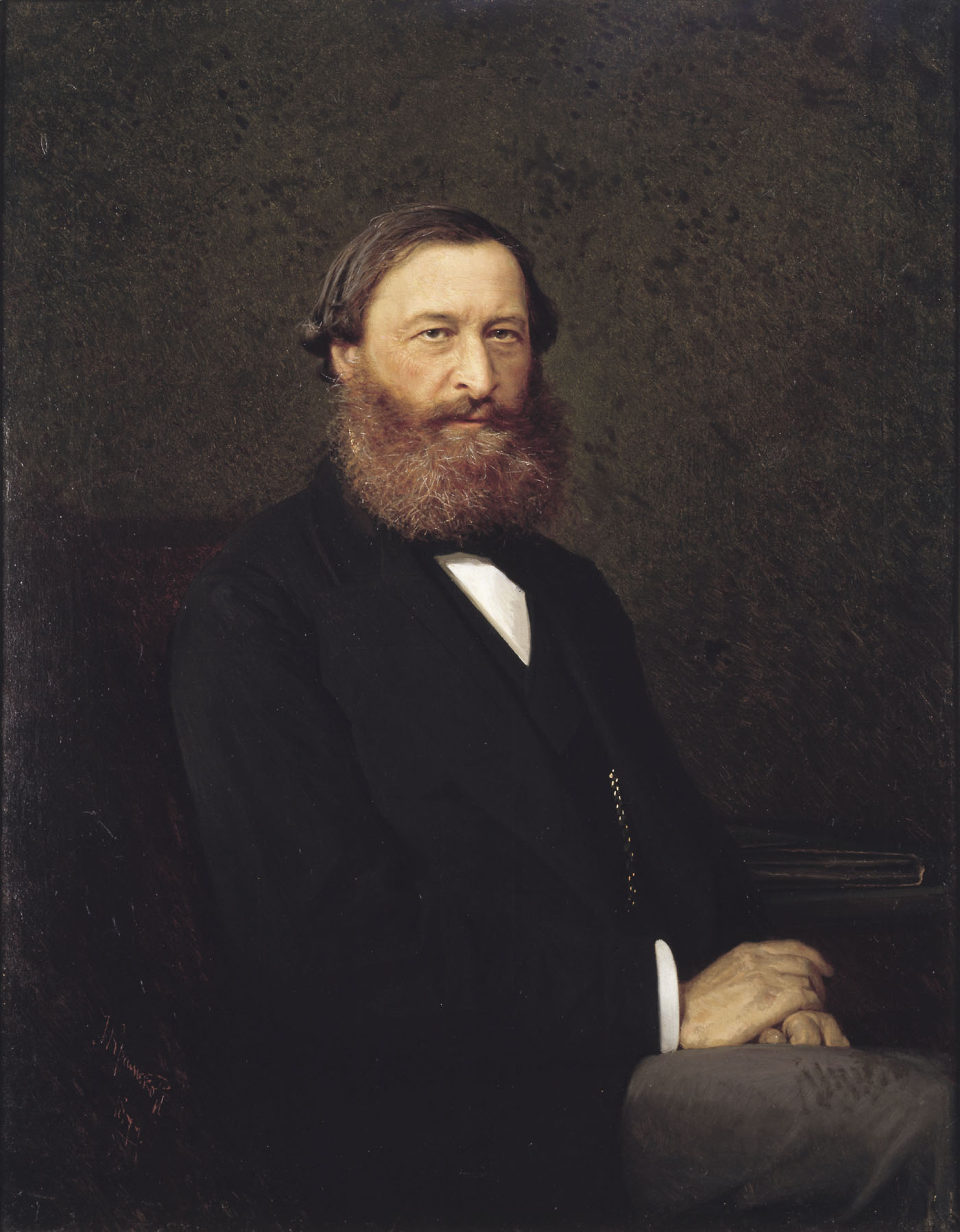
Ю. Ф. Самарин на портрете И. Н. Крамского в 1876 году

Аксаков, не полагаясь на собственную философскую подготовку, ушёл от полемики с Дмитриевым-Мамоновым, поручив её Ю. Ф. Самарину. В письме к нему он обращался как к наиболее последовательному продолжателю философской концепции славянофилов, берущей начало в учении А. С. Хомякова: «Письма Хомякова тебе адресованы, и ты — лучший комментатор». Но и Самарин не стал вступать в дискуссию, и тогда Аксаков обратился к нему с повторной просьбой ответить Дмитриеву-Мамонову: «Ты изволишь считать себя уже непригодным писать философские статьи <…> Хомяков, умерший за философским письмом к тебе, недоконченностью письма как бы наложил на тебя обязательство продолжать его дело». Однако настойчивость Аксакова ни к чему не привела: прочитав повторную просьбу И. С. Аксакова, Ю. Ф. Самарин в тот же день, 10 марта 1876 года, скончался.
Год спустя началась русско-турецкая война на Балканах. Она вознесла Аксакова на вершину его политической карьеры: он снискал славу самого неутомимого борца за славянское освобождение. Последняя статья Дмитриева-Мамонова называлась «По поводу турецкой войны». Автор настаивал на лживости лозунгов возглавляемых Аксаковым славянских комитетов, лицемерии показного братства и единоверия с братьями-славянами в пику остальной Европе. «Кто любит свободу и справедливость, тот любит их везде и сражается за них, как Гарибальди — в Америке и во Франции, не справляясь с географией или названием народов и исповеданий. Оттого Гарибальди стал силой и смог освободить свою родину — Италию».
Дмитриев-Мамонов безжалостно указал на истинные мотивы возбуждения войны в русском обществе, тщательно скрываемые славянофилами-шовинистами риторикой демонстративного братолюбия к угнетённым славянам на Балканах: «Проливы! Так вот оно бескорыстие и православие московских славянолюбов. Каков цинизм?…» Естественно, что статья, предметом которой стали столь серьёзные обличения, не могла быть пропущена цензурным ведомством.

### Мнение Льва Толстого
Много лет спустя, 4 октября 1890 года, Лев Толстой записал в своём дневнике: «За это время читал статью отца Мамоно<вой> о славянофилах — прекрасно». Речь шла о статье «Славянофилы» в «Русском архиве» 1873 года, а не о более поздних статьях. Отцом С. Э. Мамоновой Лев Толстой назвал Дмитриева-Мамонова по той причине, что частыми гостями Ясной Поляны были вдова Ольга Александровна и дочь Софья Эммануиловна Дмитриева-Мамонова, подруга Татьяны Львовны Толстой.
С. Э. Дмитриева-Мамонова была переводчицей произведений Толстого на английский язык. Остаётся неясным происхождение интереса Л. Н. Толстого к этой статье славянофильского публициста: сам ли он знал о существовании этой работы, или ему рассказал кто-то из Дмитриевых-Мамоновых. Но так или иначе, 30 июля 1890 года С. Э. Дмитриева-Мамонова писала Т. Л. Толстой: «Скажи твоему отцу, что я нашла статью папаши <в Татеве, имении С. А. Рачинского> о славянофилах и доставлю её ему осенью вместе с продолжением, которое Аксаков не дал напечатать». 20 сентября Софья Эммануиловна писала тому же адресату: «Везу твоему отцу статью о славянофилах, которую он хотел иметь, моего отца. Мы её привели в порядок — так что она „полна“, а не так, как её напечатал Бартенев, испугавшийся И. С. Аксакова».

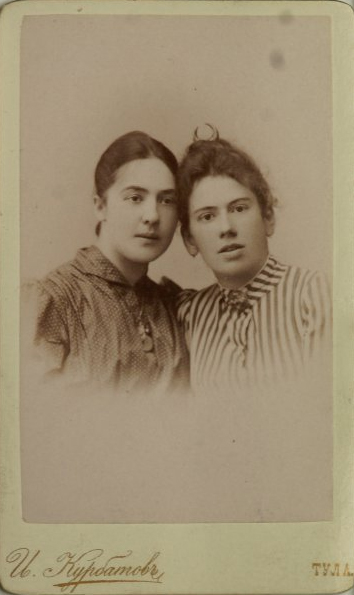
С. Э. Дмитриева-Мамонова (слева), Т. Л. Толстая (справа). Тула, 1889. Фото И. Курбатова

Таким образом, Лев Толстой познакомился с работой Дмитриева-Мамонова в подлиннике, а не по урезанной журнальной публикации «Русского архива». Прочитав статью, он пожелал, чтобы и Н. Н. Страхов, с которым Лев Толстой постоянно обменивался мнениями по философским вопросам, также познакомился с работой Дмитриева-Мамонова. Именно в это время состоялось несколько бесед Толстого и Страхова о славянофильстве, и, вероятно, в этой связи и возник интерес к статье Э. А. Дмитриева-Мамонова, предполагает Л. Н. Чертков.
2 января 1891 года Софья Эммануиловна сообщала Т. Л. Толстой об отправке письма Н. Н. Страхову со статьёй отца, а самому Н. Н. Страхову писала: «Лев Николаевич меня просил дать Вам прочитать статью моего отца о славянофилах, думая, что она может быть Вам интересна. Я это делаю с большим удовольствием и только убедительно прошу Вас не читать и не передавать её никому. На это у меня чисто личные причины, которые трудно передать в письме. Кроме того, я Вас попрошу вернуть мне эту статью, когда у Вас будет верный случай, в Москву».
25 января она вновь сообщала подруге: «Получила на днях очень трогательное письмо от Н. Н. Страхова. Он хвалит статью папаши (может быть, мне только) и благодарит за неё». С тех пор местонахождение полного экземпляра статьи «Славянофилы» Э. А. Дмитриева-Мамонова остаётся неизвестным. Отсутствует и переписка Льва Толстого со Страховым за январь — февраль 1891 года, поэтому истинное отношение Страхова к статье Дмитриева-Мамонова, в искренности которого усомнилась дочь славянофила, остаётся невыясненным. Сомнение Софьи Дмитриевой-Мамоновой представляется Л. Н. Черткову обоснованным, поскольку чуть раньше разгорелась полемика Владимира Соловьёва с Н. Н. Страховым, Н. Я. Данилевским и поздними славянофилами с позиций, близких точке зрения Э. А. Дмитриева-Мамонова, хотя в начале 1880-х годов Вл. Соловьёв сам был сотрудником аксаковской «Руси». Однако в «почвенническом» ответвлении славянофильства позиция Н. Н. Страхова была наименее фанатичной.

### Значение дискуссии
Из славянофилов, заочно (но не публично) поддержали статью Дмитриева-Мамонова А. И. Кошелёв, С. А. Юрьев и дружественно расположенный В. А. Елагин. Либералы, в заигрывании с которыми упрекал Дмитриева-Мамонова Иван Аксаков, отнеслись к полемике правого и левого славянофильства совсем не так, как мог предполагать Эммануил Александрович, то есть с сочувствием к его позиции. Петербургская газета «Голос» встала на сторону Ивана Аксакова. Лидер либеральных народников Н. К. Михайловский с некоторыми оговорками также полностью поддержал лидера славянофилов. Этот парадокс объясним тем, что И. С. Аксаков был ближе либералам, потому что был понятнее. С ним было удобно и привычно полемизировать.
«Аутсайдер» Дмитриев-Мамонов был непонятен им своей новой концепцией славянофильства. Их отторгала сама идея обновления и пересмотра того учения, которое в целом было им чуждо. Он был опаснее И. С. Аксакова, потому что «разрушал тот устойчивый стереотип славянофильства, какой давно сложился в общественном мнении. Тенденция к эволюции и пересмотру учения, составлявшая пафос его статьи, попросту испугала либеральный оппортунизм, привыкший оперировать простыми и грубыми схемами, как нечто новое, непонятное и подозрительное».
В XX столетии отношение к Дмитриеву-Мамонову установилось не сразу. Длительное время о нём вспоминали только как о художнике. В 1923 году М. О. Гершензон опубликовал его политический памфлет «Барин и повар». Прочие его статьи и письма остаются неопубликованными по настоящее время. В 1953 году исследователь Е. Н. Коншина в обзоре архива Елагиных и Киреевских отозвалась о его публицистических статьях-письмах в целом как об антиславянофильских. В 1960—1970 годы подробным изучением славянофильской публицистики Дмитриева-Мамонова занимался Леонид Чертков, в 1970—1980 годы различные течения славянофильской мысли анализировал Н. И. Цимбаев.
Полемика о славянофильстве, по мнению исследователя Н. И. Цимбаева, показала, что славянофильства в прежнем виде более не существовало. Выступление Дмитриева-Мамонова нанесло окончательный удар славянофильской доктрине как особому направлению русской общественной мысли. Но правильно наметив направление эволюции славянофильства, Дмитриев-Мамонов не понимал её необратимого характера.
Выступление его носило скорее спонтанный характер: и до этого выступления, и после него он подчёркнуто чуждался участия в общественной жизни, годами живя за границей. По мнению Н. И. Цимбаева, Дмитриев-Мамонов — салонный славянофил и эстет, его взгляды отличал неповторимый налёт аристократизма, он никогда не был журнальным или политическим бойцом, искушённым в публицистических баталиях в отличие от Ивана Аксакова. В новом конфликте славянофилов, где против И. С. Аксакова выступили С. А. Юрьев и А. И. Кошелёв, Э. А. Дмитриев-Мамонов уже не участвовал.
«Рассказы о Елагинских вечерах разбросаны в записках современников; а один из них сохранил нам и облик её гостей: в числе их бывал талантливый портретист Эммануил Алекс. Дмитриев-Мамонов. В его рисунках, составляющих, так называемый Елагинский альбом, оживает перед нами этот достопамятный век, эти достопамятные люди. Вот один из рисунков: В просторной комнате у круглого стола перед диваном сидит Хомяков, ещё молодой и бритый и, наклонившись что-то читает вслух. Влево от него, спокойный и сосредоточенный Ив. Вас. Киреевский слушает, положив руку на стол. Ещё дальше виден затылок Панова и характерный профиль Валуева. У самого края слева, отделённый перегородкой дивана, — полный Д. Н. Свербеев, в жабо и в очках, засунув руки в карманы, тоже внимательно слушает — сочувствуя, но, очевидно, не вполне соглашаясь. Вправо от Хомякова старик Елагин, с трубкою в большом кресле; Шевырёв в беседе с молодым Елагиным; а А. Н. Попов с видом некоторой нерешительности и рядом с ним, у правого края, Пётр Вас. Киреевский спокойно набивающий трубку, и около него огромный бульдог „Болвашка“. Картина эта, как большинство Мамоновских рисунков, немного карикатурна, но чрезвычайно выразительна и живописна».
Андрей Тесля считает наоборот, что в столкновении различных позиций, «во-первых, отчётливо высветилось либеральное ядро славянофильской мысли; во-вторых, Аксаков — отталкиваясь от позиции Дмитриева-Мамонова и согласовав свою статью с Ю. Ф., Д. Ф. Самариными и кн. В. А. Черкасским — выделил положения, обозначившие доктринальную специфику славянофильства». По его мнению, спор о славянофильстве между Иваном Аксаковым и Эммануилом Дмитриевым-Мамоновым носил внутренний характер.
О том, что в 1860—1870-е годы в позднем славянофильстве наметилась либеральная тенденция, связанная генетически с идеями ранних славянофилов и А. С. Хомякова и в то же время оппозиционная взглядам Ивана Аксакова, писал и Л. Н. Чертков. По его мнению, Дмитриев-Мамонов задолго до Владимира Соловьёва, подошедшего к полемике со славянофилами по вопросу о национализме лишь в 1889 году, уловил националистические тенденции в славянофильстве.
Исследователь истории славянофильства М. А. Широкова рассматривает позицию Э. А. Дмитриева-Мамонова в одном ряду со взглядами И. С. Аксакова, Д. Ф. Самарина, К. Н. Бестужева-Рюмина, не подразделяя их на взгляды либеральных и ортодоксальных славянофилов, характеризуя всех их как сторонников консервативных ценностей, последователей и апологетов славянофильства, в чьих работах «славянофильские идеи приобретали всё более охранительное звучание». Литературовед Б. Ф. Егоров называет Дмитриева-Мамонова «левым» продолжателем дела старших славянофилов, противником панславизма, национализма и русификаторства, противостоявшим общему потоку панславистов-русификаторов.
Исследователь И. А. Воронин считает, что безусловный интерес для историка славянофильской мысли представляет постановка Дмитриевым-Мамоновым вопроса об идейных противоречиях внутри славянофильства. «Славянофилы спорили между собою так же горячо, как и с западниками. Согласие ограничивалось самыми основными положениями, за которыми люди нередко расходились во взглядах очень далеко друг от друга», — цитирует он Дмитриева-Мамонова. Поставленный им вопрос большинство последующих исследователей славянофильства попросту проигнорировало, и поэтому он до сих пор остаётся открытым, хотя его рассмотрение, — пишет Воронин, — крайне важно для понимания учения ранних славянофилов.
Среди тех, кто рассматривает историю славянофильства в контексте заявленной Дмитриевым-Мамоновым парадигмы, — Е. И. Мирошниченко с его работой «Личностное в славянофильстве», где он подробно останавливается на отличиях в миропонимании отцов славянофильской мысли и внутренней дифференциации движения славянофилов.
Подводя итог публицистической деятельности Э. А. Дмитриева-Мамонова, его биограф делает вывод, что «литературное наследие Дмитриева-Мамонова <…> вполне соизмеримо и по объёму, и <…> по значительности, с наследием, скажем, Ивана Киреевского». Публицистическая мысль славянофила 1870-х годов, представляя «хомяковскую линию» в славянофильстве, в то же время являет собой особую формацию русской общественной мысли, примеры которой дают концепции П. Я. Чаадаева 1830—1840-х годов, В. С. Соловьёва 1880—1890-х годов.
Не связанные узами преемственности, «прибитые течением» в лагерь западников-либералов, П. Я. Чаадаев без журнальной трибуны, Э. А. Дмитриев-Мамонов в «Отечественных записках», Владимир Соловьёв в «Вестнике Европы» оставались в одиночестве со своим поиском третьего пути. Их взгляды не укладывались в традиционную антитезу западников-славянофилов или дилемму рационалистического и религиозного сознания, предложенную М. О. Гершензоном. Всем им был чужд политический радикализм. Объединяла их пророческая линия провозгласителей горьких истин в русском самосознании. Этот профетизм, не стеснявшийся идти наперекор господствующим общественным мнениям, сближал всех их с протестантством Льва Толстого с той разницей, что у них не имелось такого количества горячих последователей.
Наименее резонансным было вхождение в философскую публицистику Э. А. Дмитриева-Мамонова. Он остался в одиночестве, поскольку даже для В. А. Елагина и С. А. Юрьева позиция Эммануила Александровича была слишком радикальной. Даже родная дочь Софья Дмитриева-Мамонова стала невольной участницей своеобразного «заговора молчания» вокруг его имени, не опубликовав после его смерти за границей или на родине после изменения цензурных условий полный вариант статьи «Славянофилы», который, в конце концов, оказался утраченным. В результате личность и наследие «неудобного писателя» оказались фактически вычеркнуты из истории российской общественной мысли.
В то же время нельзя отказать в политическом чутье Ивану Аксакову, который задолго до фактического отхода Дмитриева-Мамонова от традиционного славянофильства сомневался в его славянофильской убеждённости, а когда Эммануил Александрович предложил концепцию двух славянофильств — либерального и консервативного, он отказал ему в праве считаться каким бы то ни было славянофилом. Быть может, в этом как раз и состоял логический путь развития хомяковского направления славянофильства, когда в условиях поправения и огосударствления аксаковского направления наилучшим выходом было самопреодоление славянофильской доктрины вообще, предполагает Л. Н. Чертков.

## Личная жизнь

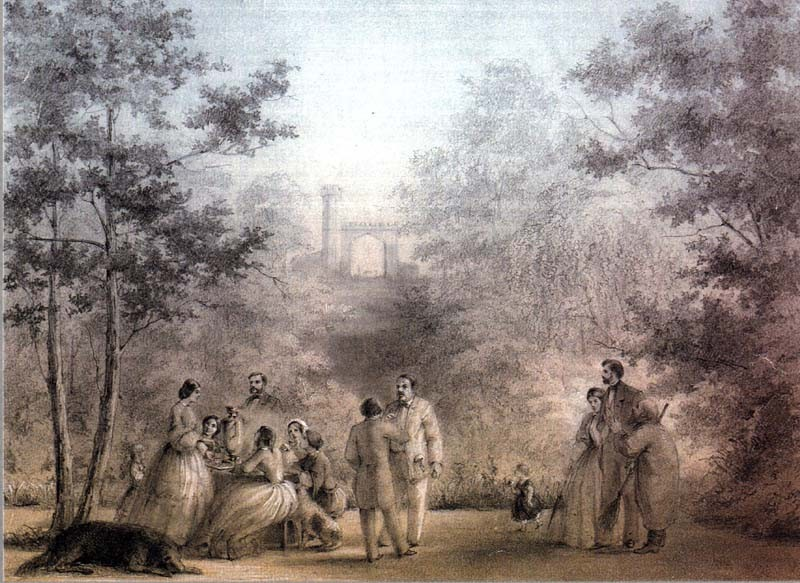
Мара. Семья С. А. Баратынского и гости на площадке перед домом-гротом. Рисунок Э. А. Дмитриева-Мамонова. Тонированная бумага, карандаш. Музей-усадьба «Мураново»

Э. А. Дмитриев-Мамонов в наследство от отца получил небольшой земельный надел в деревне Дербень, Тамбовской губернии. Имение Дмитриевых-Мамоновых находилось по соседству с имением Рачинских. Здесь Эммануил Александрович познакомился с Ольгой Александровной Рачинской (1834—1917), на которой впоследствии женился. Свадьба состоялась 16 августа 1857 года. Венчание происходило в Веймаре. Большую часть супружеской жизни чета Дмитриевых-Мамоновых провела за границей. Ольга Александровна была сестрой известного педагога-просветителя С. А. Рачинского, основоположника церковно-приходского образования в России, друга и соратника К. П. Победоносцева.
С другой стороны, Ольга Александровна приходилась племянницей поэту Е. А. Баратынскому. Имение Баратынских Мара находилось неподалёку, и Дмитриевы-Мамоновы были там частыми гостями. Ольга Александровна сама владела частью имения в Дербене, где также бывал и её брат Сергей Александрович. Она получила хорошее домашнее образование, знала русскую литературу, несколько иностранных языков.
Эммануил Александрович, бывая в гостях у Баратынских, рисовал с натуры парк в имении Мара, а также и обитателей имения. Объединённое имение Рачинских и Дмитриевых-Мамоновых Дербень досталось по наследству их старшему сыну Сергею Эммануиловичу, который женился на Александре Михайловне Баратынской. Последним помещиком Дербеня стал его сын Михаил Сергеевич Дмитриев-Мамонов.
В 1860—1870 годах семья Дмитриевых-Мамоновых подолгу жила за границей, изредка навещая родину. С. А. Рачинский, покинув Московский университет, в 1872 году вернулся в родовое село Татево, Смоленской губернии. В 1875 году он основал там первую в России сельскую школу с общежитием для крестьянских детей. В этой школе Э. А. Дмитриев-Мамонов, наряду с С. А. Рачинским, давал уроки живописи и рисования крестьянским детям. Ольга Александровна Дмитриева-Мамонова также помогала брату в обустройстве сельских школ.
В начале 1870-х годов Дмитриевы-Мамоновы жили в Дрездене. В 1874 году они переехали в Дерпт, где поддерживали дружеские отношения с семействами Елагиных, Соллогубов, Шаховских, Зейдлицев. В частности Эммануил Александрович был особенно дружен с Василием Алексеевичем и Екатериной Ивановной Елагиными.
После смерти мужа Ольга Александровна помогала издать С. А. Рачинскому «Татевский сборник» (1899 г.), где, помимо других семейных материалов, был опубликован офорт-портрет А. С. Хомякова работы художника А. Н. Волкова-Муромцева с рисунка свинцовым карандашом Э. А. Дмитриева-Мамонова. В Татеве, у С. А. Рачинского, после смерти Э. А. Дмитриева-Мамонова оказался весь его рукописный и живописный архив.
Л. Н. Чертков считает Дмитриева-Мамонова в быту типичным непрактичным деклассированным дворянином, постоянно нуждавшимся в деньгах, ущемлённым родными братьями при разделе родового имения.
Дети:
- Сергей Эммануилович родился 10 сентября 1858 года, женат на Александре Михайловне Баратынской (1865—1890), умершей после родов сына Михаила. Сын Михаил Сергеевич (1890—?) воспитывался бабушкой и тётей, поскольку отец жил преимущественно за границей;
- Софья Эммануиловна родилась 30 июля 1860, умерла в 1946 году. Художница, подруга Татьяны Львовны Толстой по Школе живописи, ваяния и зодчества. В Государственном музее «Ясная Поляна» хранятся её силуэты Софьи Андреевны и Льва Николаевича Толстых, созданные в 1870-е годы. Попечительница земской школы в Сергиевском, позже попечительница школы в Караваинках, куда входило имение Дмитриевых-Мамоновых Тимофеевка. Помогала в переписывании рукописей Льва Толстого. После революции была одной из лучших преподавательниц английского языка в Москве, друг семьи Осоргиных;
- Иван Эммануилович (род. 1862—?). Состоял в переписке с Л. Н. Толстым. Известно одно письмо писателя из Ясной Поляны к Ивану Эммануиловичу от 13 сентября 1896 года. О том, что у Дмитриевых-Мамоновых было только трое детей, непосредственно утверждает А. В. Лухта[4], которая не упоминает Ивана Эммануиловича в числе детей четы Дмитриевых-Мамоновых, тогда как сын Иван упоминается только в Полном собрании сочинений Льва Толстого[107].
- Александр Эммануилович родился 25 августа 1867 года, умер в 1933 году в белой эмиграции. Номинальный владелец усадьбы Дмитриевых-Мамоновых Тимофеевка, приобретённой Ольгой Александровной для сына в 1892 году. Избегал семейной жизни и жил отдельно от других Дмитриевых-Мамоновых[108]. Управляющий Русским банком в Пекине[109].

## Отзывы современников
«В своей оригинальной, несколько заострённой, преувеличенной манере он мог схватить натуру так метко, что бросалось в глаза самое характерное в ней. Каждый рисунок не окончен (как всё, за что ни брался этот талантливый человек), но удивительно точен и схож с натурою. Сергей Тимофеевич изображён сидящим в кресле, нога на ногу, правая рука покоится на подлокотнике кресла, в левой — длинная трубка. Голова повёрнута вбок, в скошенных в сторону глазах спокойное внимание, видимо, к тем, кто участвует в разговоре. Совершенно иной характер на другом рисунке: „не усидчивый“ в кресле Константин Аксаков, в волевом повороте головы, рванувшийся, кажется, в словесный бой, ничем, никакими условностями не сдерживаемый в своих движениях. Совсем другой на рисунке его младший брат, Иван Сергеевич: ещё молодой, но уже солидный, строгий, в профиль, в очках, с указующим „публицистическим“ жестом правой руки. Но, помимо всего прочего, был Дмитриев-Мамонов просто добрым человеком и этим больше всего нравился Аксаковым».
| |  |  |  |
| Художник был близок с большой и дружной семьёй Аксаковых: С. Т. Аксаков; К. С. Аксаков; И. С. Аксаков, Константин с матерью О. С. Аксаковой |  |  |  |

Вера Аксакова в своём дневнике от января 1855 года оставила два отзыва об Эммануиле Александровиче: «После обеда… приехал Мамонов. Мы встретились радушно — добрый человек и старый знакомый. Мы давно его не видели, и он напомнил нам прежнюю жизнь. Он привёз показать свой портрет масляными красками, им же самим написанный. Очень хорошо, но неоконченный, как и всё, что он делает. Человек, одарённый разнообразными талантами и неспособный ни одного из них обратить в дело»; «Он не только ленив, но внутри его нет внутренней, духовной крепости, которую вряд ли возможно внушить кому-нибудь, и потом мне кажется, он способен возмечтать слишком: сейчас задаёт себе такие задачи, которых выполнить ни в каком случае не может, и бросает всё. Что за люди!»
Мемуаристка М. В. Беэр, дочь Елагиных, вспоминала, что «старик Мамонов» был «большой ценитель и знаток русской пляски», и, например, Елагины брали уроки танцев у Дмитриевых-Мамоновых.
Иван Аксаков в 1873 году в полемической статье о разногласиях в понимании славянофильства оценивал бывшего единомышленника так: «г. Мамонов слишком долго во время о́но числился в славянофильской дружине».
Сам Эммануил Александрович давал себе следующую автохарактеристику: «В старину я был славянофилом более наблюдающим, нежели деятельным, и теперь остался таким же».
Мемуарист Михаил Михайлович Осоргин вспоминал о супругах Дмитриевых-Мамоновых: «Ольга Александровна, урождённая Рачинская, сестра известного С. А. Р[ачинского] — деятеля по народному образованию, была женщина редкого ума, начитанности и полна самых серьёзных интересов. Её минус был отсутствие религиозности, что придавало всем её суждениям какую-то сухость и рассудительность, хотя сердце её было горячее, и нашей семье она его показывала вовсю. Ольга Александровна была вдова известного когда-то художника, знаменитого, главным образом, как crayon’иста; и теперь его карандашные рисунки разыскиваются и очень высоко ценятся».
«Мамонов <…> сделал эскиз, который будет ли кончен, или нет (ибо это дело сомнительное), есть уже сам по себе прекрасное художественное произведение, стиля совершенно нового и высокого. Это ещё не икона, но стенная живопись церковная, доведённая до необычайной красоты. Предмет был ему задан мною — путники в Эммаус; но он взял не тот момент, за который берутся обыкновенно живописцы, момент преломления хлеба. Он взял самое шествие. Лука молодой, а Клеопа уже старик, шли и говорили; к ним с левой руки присоединился путник, выше их ростом — Христос. Они идут. Он говорит, а они слушают. Много красоты и власти в Христе, но апостолы просто удивительны. Горение сердец и слепота выражены превосходно. Пейзаж бедный, как в первой школе Рафаэля. Вдали Иерусалим, очень похожий на русский город. Тишина и какая-то святость наполняют картину и передаются зрителю надолго. Картина уже начерчена на холсте и скоро будет отделываться красками. Не знаю, как-то тут справится художник, но у меня большая надежда на успех. Далее он хочет проследить учеников в следующие два момента: они уговаривают Христа отдохнуть с ними и потом узнают Его. Вы видите, что задача полная и прекрасная». <…>
Сестра Василия Елагина и сводная сестра братьев Киреевских Елизавета Елагина сообщала отцу А. А. Елагину в письме от 2 ноября 1842 года: «Мамонов нарисовал множество карикатур — таких смешных и таких похожих, что просто удивительно».
О таланте Дмитриева-Мамонова-карикатуриста вспоминал и известный юрист Б. Н. Чичерин: «Однажды при мне Ю. Ф. Самарин, с свойственною ему ирониею, рассказывал, как Хомяков хотел обратить его к поклонению Мадонне, написанной славянофилом Мамоновым, который, будучи студентом, славился своими карикатурами, и как Юрий Фёдорович решительно не в состоянии был постигнуть её красоты. Павлов, который был приятель с Хомяковым, услыхав об его восторгах, полетел его допрашивать: „Правда ли, что ты Мадонну Мамонова ставишь выше Сикстинской?“ — „По идее выше“, — спокойно отвечал Хомяков».
Историк и издатель журнала «Русский архив» П. И. Бартенев в примечаниях к письмам А. С. Хомякова вскоре после смерти Э. А. Дмитриева-Мамонова утверждал, что «он принадлежал к многому числу высокодаровитых русских людей, которые берутся за дело чересчур свысока и сгоряча и потом кончают, можно сказать, ничем. Это был художник и мыслитель замечательный, но, к сожалению, почти ничего не произведший. У него не доставало воли для исполнения широко задуманных созданий. Между прочим, владел он необыкновенным искусством рисовать портретные очерки с памяти, и в альбомах у его приятелей сохранились некоторые прекрасные его рисунки этого рода. Друзья его, в беседах с которыми расточал он необыкновенные дарования ума и тонкого художественного вкуса, никогда его не позабудут. <…>».
Тот же П. И. Бартенев в конце жизни вспоминал о художнике так: «Это был отменно даровитый человек, вполне художник, писавший карандашными очерками, а иногда и масляными красками очень схожие портреты, по большей части заочно. В то же время нравы его были весьма нечисты, а связь с Нащокиными предосудительна по отношению к матери этого семейства».
В семье Аксаковых Дмитриева-Мамонова любили: С. Т. Аксаков писал сыну Ивану о художнике: «Даров Божьих много в этом человеке».
Племянница Э. А. Дмитриева-Мамонова Софья Борисовна Делонэ, мать Елизаветы Юрьевны Пиленко, в будущем матери Марии (Скобцовой), делилась семейными воспоминаниями о нём: «В молодости он был очень религиозен, каждый день приобщался Святых Таин, носил вериги <…> Ярый славянофил <…> Женился Мануил Александрович на О. А. Рачинской, прекрасной и очень образованной женщине, сестре известного педагога. <…> После свадьбы они много лет жили за границей. Там дядя перестал быть религиозным и славянофилом. За границей они познакомились с Гарибальди, Мадзини и с Марксом. Мануил Александрович всеми увлекался, и я помню, как он страстно спорил с моей матерью о Карле Марксе. Он привёз в Россию „Капитал“ Маркса и расхваливал его. Мать моя говорила, что несогласна, а он её убеждал: „Да ты прочти предисловие“. <…> Перед их возвращением из-за границы к моим родителям приехал И. Аксаков с просьбой повлиять на дядю, чтобы тот крестил младшего сына <Александра>, которому тогда было семь лет».
Племянник Э. А. Дмитриева-Мамонова художник и учёный А. Н. Волков-Муромцев, рассказывая об интересе Эммануила Александровича к марксизму, в своих мемуарах, изданных в 1928 году в Лондоне, называл его «fantastic creature».
Консервативный журналист А. Л. Зиссерман, долгие годы знавший художника, вспоминал: «Он во многом напоминал Райского из гончаровского „Обрыва“. М. был талантливая, увлекающаяся натура. Он то зароется в чтение и будет целые дни лежать с книгой в руке, то возьмётся за кисть и несколько дней, не отрываясь, будет работать над каким-нибудь портретом или картиной с антирелигиозной тенденцией; не докончив этой работы, возьмётся за перо и начнёт писать статьи на архилиберальную тему или враждебную политике Бисмарка; а то вдруг будет лежать целые дни на диване, ничего не делая, выкуривая одну папиросу за другой, или играть целые дни в шахматы, лишь бы нашёлся партнёр, или наконец, и это чаще всего, нарядится истым художником, — в бархатную жакетку, розовый шейный платочек, волосы до плеч — пойдёт фланировать по дрезденским улицам, высматривать красивые женские лица, хотя седина уже давно забралась в бороду. Постоянно, под впечатлением мгновенных увлечений, без выдержки, без настойчивого труда… А несомненный талант, добрейшего сердца, симпатичнейший человек. Была у М. ещё одна черта, уже не из Райского: он старался выдавать себя за революционера, анархиста, ученика Бакунина, с которым был знаком. Легко себе представить, как он относился к религии. Частенько приходилось нам спорить, само собою, никогда ни в чём не приходя к соглашению, что впрочем не мешало нам оставаться в приятельских отношениях».

## Живописные и графические работы
| |  |  |  |  |
| Художник использовал различную технику в разных жанрах живописи и графики: 1. П.В. Нащокин; 2. П.В. Киреевский; 3. Дом-грот в Маре; 4. К.К. Павлова; 5. Н.М. Языков |  |  |  |  |

- К. С. Аксаков и О. С. Аксакова. 1840-е гг. ИРЛИ;
- К. С. Аксаков и А. Н. Попов? Рисунок из альбома А. П. Елагиной, ИРЛИ;
- К. С. Аксаков. Рисунок из альбома А. П. Елагиной, ИРЛИ;
- К. С. Аксаков. Рисунок;
- И. С. Аксаков. Рисунок; 1840-е годы. ИРЛИ;
- И. С. Аксаков. Рисунок. Карандаш;
- С. Т. Аксаков, 1854, по одним данным, — рисунок неизвестного[13], по другим данным, работа Э. А. Дмитриева-Мамонова;
- С. Т. Аксаков ?? Как и на предыдущем рисунке, авторство предположительно;
- С. Т. Аксаков. Рисунок. 23 мая 1848. Рисунок из альбома А. П. Елагиной, ИРЛИ;
- П. И. Бартенев. Рисунок из альбома А. П. Елагиной ИРЛИ;
- М. А. Бакунин. Рисунок. Карандаш. <Флоренция>, 1864. ГЛМ
- И. Д. Беляев. Рисунок из альбома А. П. Елагиной, ИРЛИ;
- О. М. Бодянский. Рисунок. Карандаш;
- А. И. Герцен. Рисунок из альбома А. П. Елагиной;
- Н. В. Гоголь, читающий «Мёртвые души» у Нащокиных. Рисунок пером или карандашом. 16,5 × 14,5. 1839 г. ИРЛИ;
- Н. В. Гоголь у Аксаковых, рисунок карандашом, 1848 г.;
- Н. В. Гоголь, прижизненный набросок карандашом, подаренный Павлу Висковатову в Дерпте; ГТГ; из собрания М. В. Беэр;
- Н. В. Гоголь, рисунок карандашом, 1852 г. <5 февраля 1852 г. ?>; ГТГ; из собрания М. В. Беэр;
- Н. В. Гоголь, автолитография по предыдущему рисунку, 1852 г. Жёлтая бумага. 36,5 × 27,3. Под изображением справа: «Э. Мамонов 1852 Мар. 5». Создана после смерти писателя по его предыдущему портрету. Из 50 экземпляров, выпущенных весной 1852 года, несколько сохранилось и хранится в ГИМ, РГБ, ИРЛИ;
- Н. В. Гоголь, автолитография по рисунку, 1852 г. 22 марта 1852.
- Н. В. Гоголь и К. П. Брюллов. Карандаш. Два рисунка, наклеенные на альбомный лист, 1852 г. <?> ГЛМ;
- Н. В. Гоголь. Рисунок из архива С. А. Рачинского;
- Т. Н. Грановский. Рисунок. 1840 г. ГТГ;
- В. И. Даль, Рисунок в профиль. 1860-е гг.;
- Э. А. Дмитриев-Мамонов. Рисунок. Автопортрет из альбома А. П. Елагиной, ИРЛИ;
- В. А. Елагин. Рисунок из альбома А. П. Елагиной, ИРЛИ;
- В. А. Елагин. Рисунок карандашом из альбома А. П. Елагиной, ИРЛИ;
- В. А. Елагин. Рисунок. РГБ ?;
- В. А. Елагин. Холст, масло. 1875 г. Государственный музей А. С. Пушкина;
- А. П. Ермолов. («Портрет генерала от артиллерии А. П. Ермолова»). Холст, масло. 1859 г.;
- Н. П. Ермолов. Холст, масло. 1859 г.;
- А. П. Ефремов. Рисунок карандашом, 1840-е гг., ГТГ;
- М. Н. Загоскин.
- И. В. Киреевский и В. А. Елагин. Рисунок карандашом из альбома А. П. Елагиной. 1840, ИРЛИ;
- П. В. Киреевский. Холст, масло. Около 1845 г. 62 × 48. Государственный музей А. С. Пушкина;
- П. В. Киреевский. Масло. 1840-е гг. (портрет определён М. Ю. Барановской). ГИМ;
- П. В. Киреевский. Бумага, карандаш. Около 1848 г. Государственный музей А. С. Пушкина;
- П. В. Киреевский. Рисунок из альбома А. П. Елагиной, ИРЛИ;
- П. В. Киреевский. Фрагмент рисунка с изображением группы славянофилов в салоне Елагиных, ГТГ;
- К. А. Коссович. Рисунок карандашом, 1840-е гг., ГТГ;
- Д. Л. Крюков. Рисунок. Начало 1840-х гг. ГЛМ;
- М. А. Максимович. Рисунок.;
- М. А. Максимович. Рисунок, Карандаш;
- М. А. Максимович. Рисунок в профиль. 1860 г.;
- Мара. Дом-грот в парке. (Мост к купальне в парке Мары). Рисунок. Тонированная бумага, карандаш, акварель. Около 1861 г. Музей-усадьба «Мураново»;
- Мара. Семья С. А. Баратынского и гости на площадке перед домом-гротом. Рисунок. Тонированная бумага, карандаш. Около 1861 г. Музей-усадьба «Мураново».
- Н. А. Мельгунов. Рисунок. Карандаш. 1840-е гг. ГТГ;
- П. В. Нащокин (1840-е — нач. 1850-х гг.) Сепия, картон прессованный, масло. Государственный музей А. С. Пушкина;
- К. К. Павлова. Рисунок из альбома А. П. Елагиной. 1840-е гг., ИРЛИ;
- Н. Ф. Павлов, 22 мая 1848 г. ГТГ;
- В. А. Панов. Рисунок. Карандаш;
- М. П. Погодин с тростью. 1840-е годы. Карандаш. Рисунок из альбома А. П. Елагиной, ИРЛИ;
- М. П. Погодин. Карандаш. Рисунок начала 1840-х гг. ИРЛИ;
- М. П. Погодин. Карандаш. Рисунок. 1848 г. ГТГ;
- М. П. Погодин. Портрет анфас, погрудно. Стоит за кафедрой, на которой лежит книга. Карандаш. Рисунок. 1840-е гг. ГЛМ;
- А. Н. Попов. Рисунок из альбома А. П. Елагиной, ИРЛИ;
- Д. Н. Свербеев. Рисунок из альбома А. П. Елагиной, ИРЛИ;
- Славянофилы у Елагиных: Д. М. Свербеев Д. А. Валуев, В. А. Панов (сидит спиной), И. В. Киреевский (за столом), А. С. Хомяков (читает), А. А. Елагин (хозяин, сидит в кресле), К. С. Аксаков (с поднятой рукой), С. П. Шевырёв и В. А. Елагин (стоят друг против друга), А. Н. Попов (стоит, заложив руки в карманы), бульдог Фомка, П. В. Киреевский (с трубкой). Первая половина 1840-х годов. Рисунок опубликован П. И. Бартеневым в «Русском Архиве», 1884, кн. 4. ГТГ; ГЛМ?
- М. А. Стахович. Рисунок. Карандаш. 1840-е гг. ГТГ;
- А. С. Хомяков. 1830-е гг. Рисунок из альбома А. П. Елагиной. ГТГ;
- А. С. Хомяков. Конец 1840-х — начало 1850-х годов;
- А. С. Хомяков. Рисунок из альбома А. П. Елагиной. 3 мая 1848. ИРЛИ;
- А. С. Хомяков в мурмолке. Рисунок карандашом. Принадлежность предположительная. 1850-е годы. ИРЛИ;
- А. С. Хомяков. Эскиз головы.
- А. С. Хомяков. Холст, масло. 98 × 74. 1860 г. ГИМ;
- П. Я. Чаадаев. Рисунок. Карандаш. 1840-е гг.
- В. А. Черкасский. Рисунок из альбома А. П. Елагиной, ИРЛИ;
- Ф. В. Чижов. Рисунок из альбома А. П. Елагиной. Конец 1840-х гг. ИРЛИ;
- Имам Шамиль. Холст, масло. 1860 г. ГИМ;
- С. П. Шевырёв. Рисунок карандашом, 1840-е гг.;
- С. П. Шевырёв. Карандаш. Рисунок начала 1840 гг. ИРЛИ;
- М. Шлейден.
- Н. М. Языков, Холст, масло. (1840-е гг.); Государственный музей А. С. Пушкина
- Н. М. Языков. Рисунок из альбома А. П. Елагиной, ИРЛИ;
- Н. М. Языков. Рисунок из альбома А. П. Елагиной, ИРЛИ;
- Н. М. Языков и неустановленное лицо. Рисунок из альбома А. П. Елагиной, ИРЛИ;
- А. М. Языков. Рисунок из альбома А. П. Елагиной, ИРЛИ;
- Эпизоды из поездки по России отца Павла Воскресенского и Боянуса. Зарисовки юмористического характера. Карандаш. Конец 1830-х годов. РГБ.